# Obóz jeniecki w Sandakanie
Obóz jeniecki w Sandakanie (ang. Sandakan POW Camp, malajski Kem Tawanan Perang Sandakan) – obóz jeniecki z okresu II wojny światowej, urządzony przez Cesarską Armię Japońską w pobliżu Sandakanu, stolicy brytyjskiego protektoratu Borneo Północne. W latach 1942–1945 skierowano doń 2850 alianckich jeńców wojennych, w tym 2026 Australijczyków i 824 Brytyjczyków.
Jeńców wykorzystywano jako siłę roboczą przy budowie japońskiego lotniska wojskowego. Warunki bytowe i traktowanie, początkowo znośne, stopniowo się pogarszały, zwłaszcza po tym, gdy latem 1943 roku Kempeitai zlikwidowała jeniecką konspirację. W obozie szerzyły się głód i choroby, a jeńcy padali ofiarą bestialstwa strażników.
Na początku 1945 roku japońskie dowództwo podjęło decyzję o ewakuacji jeńców na zachodnie wybrzeże protektoratu. Trzy kontyngenty odesłano w głąb Borneo odpowiednio w styczniu, maju i czerwcu tegoż roku. Przeprawa szlakiem o długości około 250 kilometrów, wiodącym przez bagna i pokryte gęstą puszczą góry, przekształciła się w „marsze śmierci”, podczas których jeńcy masowo ginęli z wyczerpania lub z rąk strażników. Ci, którym udało się przeżyć, dotarli tylko do Ranau, gdzie niemal wszyscy zmarli lub zostali wymordowani przez Japończyków. Niezdolnych do marszu jeńców pozostawiono w Sandakanie, gdzie wszyscy zmarli z głodu i chorób lub zostali zabici przez strażników.
Spośród 2434 jeńców, którzy znaleźli się w obozie i nie opuścili go do czasu rozpoczęcia „marszów śmierci”, ocalało zaledwie sześciu Australijczyków – byli to wyłącznie uciekinierzy. Pozostali jeńcy zginęli w Sandakanie, w trakcie „marszów śmierci” lub w prowizorycznych obozach w Ranau. Ponadto jeszcze przed styczniem 1945 roku 408 alianckich żołnierzy przeniesiono do innych obozów i więzień, a kolejnym ośmiu powiodła się ucieczka. Z tej liczby 241 jeńcom udało się przeżyć wojnę.

## Geneza
15 lutego 1942 roku gen. Tomoyuki Yamashita przyjął bezwarunkową kapitulację garnizonu Singapuru. W japońskiej niewoli znalazło się około 70 tys. alianckich żołnierzy. Było wśród nich 14 860 Australijczyków, głównie żołnierzy 8. Dywizji Piechoty AIF. Dwa dni później jeńcy wymaszerowali do nowo utworzonych obozów jenieckich. Żołnierze indyjscy zostali osadzeni w zachodniej części wyspy, natomiast jeńców o białym kolorze skóry przeniesiono na półwysep Changi w jej wschodniej części, na teren byłej brytyjskiej bazy wojskowej. Australijczyków osadzono na terenie koszar Selarang, zajmowanych uprzednio przez żołnierzy pułku Gordon Highlanders.
Po upływie kilku miesięcy Japończycy postanowili na szerszą skalę wykorzystać jeńców jako przymusową siłę roboczą. Przystąpiono do formowania specjalnych kontyngentów, które następnie były wysyłane do Japonii lub do różnych lokalizacji w obrębie „Strefy Wspólnego Dobrobytu Wielkiej Azji Wschodniej”. Pierwszy kontyngent, o nazwie Force A, wysłano w maju 1942 roku do Birmy.
4 lipca 1942 roku Japończycy zażądali, aby w ciągu trzech dni zorganizować kolejny australijski kontyngent, liczący tym razem 2 tys. żołnierzy. W tym czasie liczba „Diggersów” więzionych w Changi była już jednak znacznie zredukowana, stąd Japończycy byli zmuszeni przystać na zmniejszenie kontyngentu o jedną czwartą. Ostatecznie w składzie Force B znalazło się 1494 Australijczyków, w tym 143 oficerów i 312 podoficerów. Kontyngent podzielono na trzy „bataliony”, oznaczone literami D, E i F. Tylko 40% jeńców wywodziło się z jednostek bojowych, resztę kontyngentu stanowili żołnierze z formacji pomocniczych i tyłowych lub rekonwalescenci. Do Force B dołączyło także dwóch cywilów: Ronald Hamilton Wilson (przedstawiciel Australijskiego Czerwonego Krzyża) oraz H. J. Fleming (członek Armii Zbawienia, pełniący funkcje administracyjne przy 2/10 jednostce sanitarnej). Wielu Australijczyków zgłosiło się na ochotnika, licząc, że w nowym obozie panować będą lepsze warunki bytowe i wyżywienie. Niektórzy mieli również nadzieję, że przenosiny do lokalizacji położonej bliżej Australii, zwiększą szansę na ucieczkę. Na dowódcę Force B został wyznaczony ppłk Arthur W. Walsh z 2/10 pułku artylerii (2/10th Field Regiment).
Force B wysłano do Sandakanu, stolicy brytyjskiego protektoratu Borneo Północne. Miasto znajdowało się pod kontrolą Japończyków od 19 stycznia 1942 roku. Jeszcze przed wybuchem wojny Brytyjczycy rozpoczęli tam budowę lotniska dla Royal Air Force. Niedługo po zdobyciu Borneo por. Yamada Masahara ze sztabu japońskiej Armii Garnizonowej Borneo zaproponował, aby wstępnie oczyszczony przez Brytyjczyków grunt wykorzystać pod budowę japońskiego lotniska wojskowego. Docelowo miało ono umożliwiać międzylądowanie japońskim samolotom kursującym między Filipinami a Singapurem lub zmierzającym do baz w Holenderskich Indiach Wschodnich. Ze względu na niewystarczającą liczbę miejscowych robotników, Japończycy postanowili zatrudnić przy budowie lotniska także alianckich jeńców wojennych.
7 lipca 1942 roku 1494 jeńców zabrano z Changi do portu w Singapurze, gdzie zaokrętowano ich na statek „Yubi Maru”. Noc z 7 na 8 lipca jednostka spędziła, stojąc na kotwicy w Cieśninie Singapurskiej, po czym wyruszyła w kierunku Borneo. Dziesięciodniowy rejs odbywał się w bardzo ciężkich warunkach. Australijczycy, których stłoczono w zanieczyszczonych miałem węglowym ładowniach, cierpieli na skutek tropikalnego upału, zaduchu, głodu i pragnienia. Szybko odnotowano pierwsze przypadki dyzenterii. Japońska załoga była nieliczna, stąd niektórzy jeńcy wysunęli pomysł zbrojnego przejęcia statku. Wyżsi oficerowie nie wyrazili jednak zgody na wszczęcie buntu, między innymi ze względu na fakt, że statek był śledzony przez japoński okręt podwodny. Ostatecznie krótko po świcie 18 lipca „Yubi Maru” przybił do portu w Sandakanie. Jeńcy dotarli do obozu następnego dnia.

## Lokalizacja i topografia

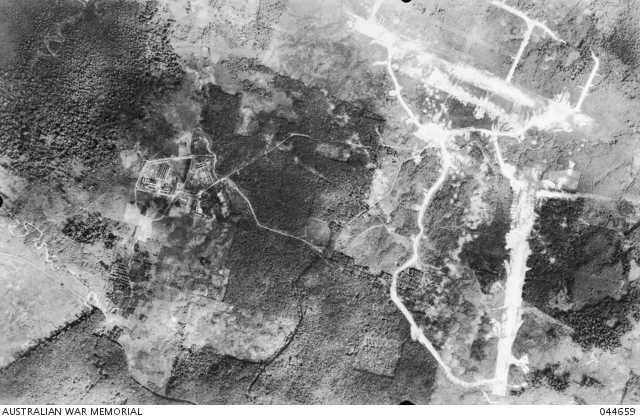
Obóz jeniecki w Sandakanie, zdjęcie lotnicze

Obóz, w którym ulokowano żołnierzy Force B, był znany jako obóz nr 1 lub The Eight Mile Camp („obóz na ósmej mili”). Był położony w odległości 13 kilometrów na północny zachód od Sandakanu. Miał powierzchnię około 2 hektarów. Uprzednio znajdowała się tam eksperymentalna plantacja kauczukowca, którą po wybuchu wojny Brytyjczycy przekształcili w obóz internowania dla obywateli państw „Osi”.
Obóz był otoczony dwoma rzędami ogrodzenia z drutu kolczastego. Wstęp na jego teren był możliwy tylko przez dwuskrzydłową bramę, wykonaną z drewnianych sztachet, na które naciągnięto drut kolczasty. Brama otwierała się wyłącznie do wewnątrz i była zabezpieczona łańcuchem zamykanym na kłódkę. Na jej szczycie zawieszono zwoje drutu kolczastego; wisiał nad nią także szyld z napisem: „Obóz jeniecki nr 1, Brytyjskie Borneo Północne”. Kilka metrów przed ogrodzeniem, na prawo od bramy, stały dwie wartownie. Po zewnętrznej stronie ogrodzenia, u podnóża niewielkiego wzgórza, znajdowała się ponadto kotłownia, w której uzdatniano wodę sprowadzaną z pobliskiej rzeki oraz agregat prądotwórczy napędzany silnikiem parowym. 100 metrów dalej, bliżej obozowej bramy, znajdował się betonowy zbiornik na wodę. Oba obiekty były połączone metalową rurą.
Zaraz za ogrodzeniem, odpowiednio na prawo i na lewo od bramy, znajdowały się dwa skupiska drewnianych chat mieszkalnych oraz przylegających do nich budynków innego przeznaczenia. Chaty miały wymiary 13 na 6 metrów. Były postawione na drewnianych palach i podzielone na trzy pomieszczenia. Miały okna, które zabezpieczono drewnianymi okiennicami. Ich dachy były wykonane z liści nipy krzewinkowej, niemniej posiadały także drewniane stropy. Jeńcy spali na drewnianych platformach pokrytych słomianymi matami. Chaty były wyposażone w półki służące do przechowywania osobistych rzeczy, ponadto doprowadzono do nich elektryczność. Z każdego pomieszczenia prowadziło wyjście na wspólną werandę, z kolei z tej ostatniej można było zejść na ziemię po drewnianych schodach. Chaty mieszkalne były ustawione w trzy rzędy; sześć znajdowało się na prawo od bramy, nieco więcej po drugiej stronie. Po przybyciu Force B w niektórych chatach zakwaterowano oficerów oraz dwóch cywilów. Pozostałe przeznaczono dla starszych podoficerów, urządzono w nich ponadto magazyn kwatermistrzostwa i kuchnię oraz jeniecki szpital. W tym ostatnim panowały relatywnie dobre warunki, doprowadzono doń bieżącą wodę i elektryczność, a w odizolowanym pomieszczeniu urządzono salę operacyjną.

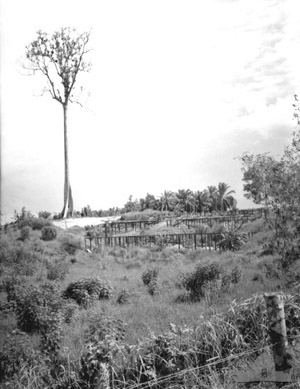
Ruiny obozu w październiku 1945 roku. W tle widoczne „Wielkie drzewo”

Wolna przestrzeń pomiędzy obydwoma skupiskami chat przekształcała się w plac apelowy. Jego najbardziej charakterystycznym elementem było wysokie na 70 metrów, samotnie rosnące drzewo z gatunku Koompassia excelsa, znane wśród jeńców jako „Wielkie drzewo” (The Big Tree). Za placem apelowym grunt stopniowo opadał, przechodząc ostatecznie w niewielki zamulony staw i bagno. Na zboczu, nieco na prawo od stawu, wzniesiono dwadzieścia cztery chaty, ustawione w pięć rzędów. Były postawione na drewnianych palach, a ich dachy wykonano z liści nipy krzewinkowej. W zależności od rozmiaru były podzielone trzy lub cztery pomieszczenia i mogły pomieścić do 64 jeńców. Do spania służyły wykonane z desek platformy, które przylegały do ścian, po obu stronach pozbawionego drzwi wejścia. Przy każdej z chat urządzono umywalnię. Chaty na zboczu były przeznaczone dla młodszych podoficerów i szeregowców. W ostatniej, położonej najbliżej bagna, rozlokowano najmłodszych wiekiem żołnierzy, znanych w obozie jako Dead End Kids.
W kwietniu 1943 roku do Sandakanu przywieziono kolejne dwa kontyngenty jeńców. 776 jeńców brytyjskich zakwaterowano początkowo w prowizorycznym obozie zbudowanym na krańcu lotniska. Warunki były tam bardzo prymitywne. Obóz był pozbawiony elektryczności, istniały tylko prowizoryczne latryny, a jedynym źródłem wody były pobliski strumyk i zamulona studnia (oba znajdujące się poza obrębem obozu). Jeńców rozlokowano w prymitywnych chatach, które posiadały dachy wykonane z liści nipy krzewinkowej i były pozbawione wewnętrznych przegród. Obóz otaczało prowizoryczne ogrodzenie z drutu kolczastego. W czerwcu tegoż roku przystąpiono do rozbierania chat i wieżyczek strażniczych. 18 sierpnia wszystkich Brytyjczyków przeniesiono do nowo utworzonego obozu nr 2. Był on położony nad wąwozem leżącym naprzeciwko obozu nr 1. Składało się nań siedemnaście chat, które stały na drewnianych palach i były pokryte dachami z liści nipy krzewinkowej. Czternaście chat pełniło funkcje mieszkalne, dwie – ustawione w kształt litery L – przeznaczono na szpital, a w ostatniej mieściła się oficerska mesa i gabinet diagnostyczny. Obóz nr 2 był otoczony ogrodzeniem z podwójnie plecionego drutu kolczastego, przy którym wznosiły się trzy wieżyczki strażnicze. Główne wejście znajdowało się na wprost koszar strażników, a pomocnicze – w północno-wschodniej części ogrodzenia.
Z kolei Force E, złożone z około 500 jeńców australijskich, rozlokowano w tzw. obozie nr 3. Był on położony w niewielkim wąwozie, mniej więcej kilometr na północny wschód od obozu nr 1. Składał się z czternastu chat, które były pokryte dachami z liści nipy krzewinkowej i stały na palach wykonanych z pni kauczukowca. W jednej z chat urządzono obozowy szpital, a w kolejnej – kantynę i magazyn kwatermistrzostwa. Pozostałe chaty nie były w stanie pomieścić wszystkich jeńców, stąd niektórzy byli zmuszeni sypiać pod stojącymi na palach budynkami. Podobnie jak obóz brytyjski, obóz nr 3 był pozbawiony elektryczności i dostępu do bieżącej wody, a także posiadał jedynie prymitywne latryny. Otaczało go prowizoryczne ogrodzenie z drutu kolczastego.
W październiku 1943 roku oba kontyngenty australijskie zostały połączone, co wiązało się z przeniesieniem Force E do obozu nr 1. Część chat znajdujących się w obozie nr 3 została wtedy rozebrana i przeniesiona do obozu nr 1. W tym samym czasie zaszły również pewne zmiany w „obozie na ósmej mili”, m.in. główną bramę i wartownię przeniesiono bliżej południowo-zachodniego narożnika ogrodzenia. Jednocześnie australijski szpital został przeniesiony z obozu nr 1 do dawnego obozu nr 3. W chacie, w której dotychczas się mieścił, urządzono natomiast magazyn. W listopadzie 1944 roku pacjentów ponownie przeniesiono do obozu nr 1. Rozebrano i przeniesiono także trzy chaty, które dotychczas wykorzystywano na potrzeby szpitalne. Początkowo pacjentów rozlokowano w dawnym szpitalu „na ósmej mili” i w chatach stojących w pobliżu bramy, lecz ze względu na rosnącą liczbę chorych wkrótce konieczne stało się wykorzystanie dodatkowych chat.

## Strażnicy

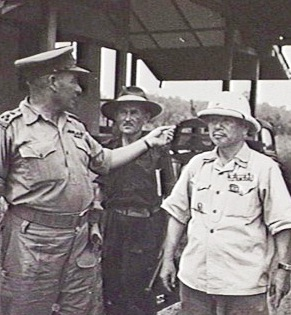
Major Tatsuji Suga (z prawej), zwierzchnik obozów jenieckich w północnej części Borneo. Zdjęcie wykonane po kapitulacji Japonii

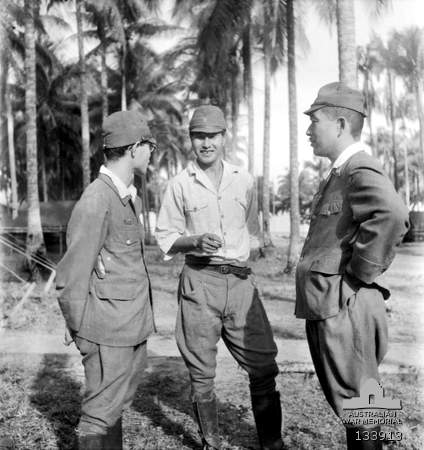
Kapitan Susumi Hoshijima (w środku), komendant obozu jenieckiego w Sandakanie

Administrowanie holenderską częścią Borneo zostało powierzone Cesarskiej Marynarce Wojennej. Byłe posiadłości brytyjskie – Sarawak, Brunei, Borneo Północne – znalazły się natomiast pod zarządem Cesarskiej Armii Japońskiej. W celu obrony i okupacji tego obszaru utworzono Armię Garnizonową Borneo, przemianowaną we wrześniu 1944 roku na 37. Armię. Jej kwaterę główną ulokowano w Kuchingu. W tym samym mieście znajdował się również zarząd obozów jenieckich w armijnej strefie okupacyjnej Borneo, któremu podlegał m.in. obóz w Sandakanie. Na czele zarządu stał mjr Tatsuji Suga. Oficer ten kilkukrotnie wizytował obóz w Sandakanie, zwykle przy tej okazji jeńcom wydawano większe racje żywnościowe.
W październiku 1942 roku służbę w obozie pełniło dwóch japońskich oficerów, czterech podoficerów i około 50 strażników. Liczbę tych ostatnich zwiększono wiosną 1943 roku, w związku z osadzeniem w Sandakanie nowych kontyngentów jeńców. Prawdopodobnie między kwietniem 1943 roku a wrześniem 1944 roku w obozie służyło około 100 strażników.
Przez blisko trzy lata stanowisko komendanta piastował kpt. Susumi Hoshijima – inżynier z dyplomem Uniwersytetu Osakijskiego, który odpowiadał także za budowę lotniska. Po przybyciu Force B do Sandakanu powitał australijskich jeńców następującymi słowami:

Sprowadzono was do Sandakanu, abyście dostąpili zaszczytu budowy lotniska dla Cesarskiej Armii Japońskiej. Będziecie pracować, zbudujecie to lotnisko, choćby miało to zająć trzy lata. Oświadczam, że mam nad wami władzę życia i śmierci, a wy zbudujecie to lotnisko, choćbyście mieli pozostać tu tak długo, aż wasze kości zgniją pod promieniami tropikalnego słońca.

26 kwietnia 1945 roku Hoshijima został odwołany ze stanowiska, prawdopodobnie ze względu na fakt, iż po zniszczeniu lotniska przez alianckie lotnictwo, uznano, że jego inżynierskie umiejętności nie będą więcej potrzebne. Na stanowisku komendanta zastąpił go wtedy kpt. Takuo Takakuwa.
Kwatermistrzem obozu był sierż. Takehora Ichikawa. Prace na lotnisku były prowadzone pod nadzorem por. Okahary, który szybko dał się poznać jako oficer wyjątkowo bezwzględny i brutalny.
Początkowo szeregowi strażnicy nie kwaterowali na terenie obozu, lecz dojeżdżali z koszar w Sandakanie. Przeważali wśród nich żołnierze starsi wiekiem lub rekonwalescenci, którzy zazwyczaj nie prezentowali szczególnej agresji w stosunku do jeńców. Diametralnie inną postawę prezentowała natomiast grupa strażników pochodzących z Formozy, którymi dowodził japoński oficer por. Moritake. Służbę w obozie zaczęli pełnić jesienią 1942 roku i szybko stali się znani ze swej brutalności. Szczególnym okrucieństwem charakteryzowali się zwłaszcza członkowie czteroosobowej sekcji, którą sformowano w celu wymierzania jeńcom kar dyscyplinarnych. Byli oni znani pod przydomkiem Basher gang („pobijacy”).
Jesienią 1942 roku do strzeżenia jeńców zwerbowano piętnastu Borneańczyków – członków miejscowych plemion. Owi strażnicy – w przeciwieństwie do Formozańczyków – traktowali jeńców poprawnie.
20 kwietnia 1943 roku w obozie zakwaterowano na stałe 43 strażników, których ze względu na niski wzrost obdarzono przydomkiem kitchi. Byli to młodzi mężczyźni w wieku od 16 do 20 lat, wszyscy pochodzili z Formozy. Uprzednio pełnili służbę w obozie jenieckim w Jesselton, a ich zwierzchnikiem był japoński oficer kpt. Hirawa Nagai. Kitchi traktowali jeńców z równie wielką brutalnością, co „pobijacy”.

## Obóz w latach 1942–1944

### Pierwsze miesiące
Warunki, w których mieszkali podoficerowie i szeregowcy, od samego początku były prymitywne. Dachy wykonane z liści nipy krzewinkowej często przeciekały, a w chatach niezmiennie panowały trudne do zniesienia wysokie temperatury. Do wnętrz z łatwością dostawały się szczury i węże, jeńcom dawały się również we znaki pluskwy, wszy i inne insekty. Woda pitna, którą przechowywano w cementowym zbiorniku, uległa zanieczyszczeniu, stąd jeńcy przez pewien czas byli zmuszeni gromadzić deszczówkę. Początkowo nieco lepiej przedstawiała się natomiast kwestia wyżywienia. Jeńcy wykonujący ciężkie prace fizyczne otrzymywali dzienną rację 750 gramów ryżu, a pozostali – 550 gramów. Wydawano im także niewielkie ilości mięsa, ryb i warzyw. Władze obozowe zezwoliły ponadto na utworzenie oficerskiej kantyny, później zorganizowano jeszcze jedną dla jeńców niższych rang. W kantynach można było nabyć m.in. banany, pomidory, kokosy, owoce papai, żółwie jaja, papierosy, a bardzo sporadycznie – dodatkowe racje mięsa.
Głównym zadaniem, dla którego Australijczyków sprowadzono do Sandakanu, było zbudowanie dwóch pasów startowych o długości 850 metrów i szerokości 50 metrów. Plac budowy leżał w odległości około 8 kilometrów na północny wschód od obozu. Spośród jeńców zorganizowano dwie grupy robocze, liczące po 300 osób. Pierwsza pracowała bezpośrednio przy budowie lotniska, a druga przy budowie drogi łączącej go z portem. Obok jeńców do prac budowlanych zaangażowano ponad 4 tys. Rōmusha sprowadzonych z Jawy, a także robotników rekrutujących się spośród ludności Borneo Północnego.
O godzinie 7:00 rano jeńcom wydawano śniadanie. O 7:45 odbywał się poranny apel, a piętnaście minut później 40-osobowe grupy robocze opuszczały obóz i udawały się na plac budowy, gdzie pracowały do godziny 18:00. Co godzinę urządzano dziesięciominutowy odpoczynek; jeńcom przysługiwały także przerwa na papierosa około 11:00 oraz przerwa obiadowa około 13:00. Po powrocie do obozu wydawano kolację i urządzano wieczorny apel. Cisza nocna obowiązywała od godziny 22:00. Niedziela była dniem wolnym od pracy. Skład grup roboczych był zasadniczo stały. Jeńców poinformowano fałszywie, że lotnisko nie będzie wykorzystywane w celach militarnych. Niemniej Australijczycy podejmowali wszelkie możliwe działania, aby jak najbardziej opóźnić jego budowę.
Pewną liczbę jeńców zatrudniono przy wykonywaniu rozmaitych prac na rzecz obozu, między innymi przy zbieraniu drewna opałowego w okolicznych lasach. Oficerowie byli zwolnieni z obowiązku pracy. Japończycy zezwolili im natomiast na urządzenie ogródków warzywnych poza terenem obozu ścisłego, na gruncie nieopodal lotniska. Umożliwiło to nawiązanie kontaktów z miejscową ludnością. Dużymi przywilejami cieszyła się również kierowana przez Billa H. Sticpewicha „grupa techniczna”, której zadaniem było dokonywanie niezbędnych napraw w obozie (w jej skład wchodzili m.in. stolarze, hydraulicy, elektrycy i technicy).
Przez stosunkowo długi czas jeńcom zezwalano na aktywność sportową i kulturalną. Największą popularnością cieszyły się mecze bokserskie i zapasy. Grupa oficerów zorganizowała chór i sześcioosobowy zespół muzyczny, które urządzały występy każdej niedzieli. Komendant Hoshijima ofiarował nawet na ich rzecz używane pianino, parę skrzypiec i kilka bębnów. W nowo wybudowanym budynku szpitalnym zorganizowano niewielką kaplicę. Z okazji jego otwarcia zorganizowano także wystawę dzieł sztuki wykonanych przez jeńców (szkiców, obrazów, niewielkich drewnianych rzeźb). Oficerowie zorganizowali także kilka kursów dokształcających dla żołnierzy niższych rang.
Latem 1942 roku, po pierwszych ucieczkach, wszystkim Australijczykom nadano numery identyfikacyjne. Do końca sierpnia tegoż roku zmarło czterech jeńców.

### „Deklaracja lojalności”
Rankiem 2 września 1942 roku Japończycy niespodziewanie spędzili wszystkich jeńców na apel pod „Wielkim drzewem”. Za pośrednictwem tłumacza kpt. Hoshijima zażądał, aby jeńcy podpisali trzypunktową „deklarację lojalności”, w której zobowiążą się do przestrzegania przepisów i zasad obowiązujących w Cesarskiej Armii Japońskiej oraz do niepodejmowania jakichkolwiek prób ucieczki. Trzeci punkt głosił, iż jeżeli którykolwiek jeniec podejmie próbę ucieczki, to w takim wypadku jego koledzy oczekują rozstrzelania winowajcy. Jednocześnie, chcąc zwiększyć presję na Australijczyków, obóz otoczono stanowiskami moździerzy i dodatkowymi gniazdami karabinów maszynowych.
Ku zaskoczeniu jeńców, którzy dotąd nie traktowali swego dowódcy ze zbyt dużym respektem, ppłk Walsh głośno oświadczył, iż nie podpisze deklaracji, po czym ostentacyjnie rzucił dokument pod stopy komendanta. W odpowiedzi Hoshijima rozkazał go aresztować. Podpułkownikowi związano ręce za plecami i wyprowadzono poza teren obozu. Tam na oczach wszystkich jeńców Hoshijima spoliczkował Walsha, po czym rozkazał postawić go przed plutonem egzekucyjnym. Jednocześnie w pozostałych jeńców wymierzono karabiny maszynowe. Niektórzy oficerowie nie wytrzymując napięcia, zaczęli prosić Walsha, by podpisał deklarację.
Major J. Workman rozpoczął gorączkowe negocjacje z Hoshijimą, starając się znaleźć rozwiązanie, które ocali życie podpułkownika, a zarazem pozwoli komendantowi zachować twarz. Ostatecznie Hoshijima przyjął argument, iż jeńcy nie mogą podejmować żadnych zobowiązań w imieniu kolegów, stąd wspólną deklarację powinno się zastąpić „indywidualnymi zobowiązaniami”. W międzyczasie pozostali oficerowie dyskretnie rozpuścili w szeregach wiadomość, iż jakiekolwiek podpisane pod przymusem zobowiązania będą z mocy prawa nieważne. Jako że wydrukowanie około 1,5 tys. egzemplarzy deklaracji byłoby rozwiązaniem czasochłonnym i niepraktycznym, Hoshijima zgodził się, aby wszyscy jeńcy złożyli podpisy na jednym dokumencie. W pierwotnej deklaracji zmieniono więc jedynie zapis „my” (we) na „my osoby” (we individuals). Wielu jeńców potraktowało tę sytuację humorystycznie i podpisało się nazwiskami gwiazd filmowych lub znanych postaci z australijskiego folkloru i polityki. Po złożeniu podpisów jeńcy spędzili jeszcze sześć godzin na apelu, bez osłony przed tropikalnym słońcem, podczas gdy strażnicy przeprowadzili gruntowną rewizję w barakach.

### Pogorszenie traktowania
Na początku października 1942 roku wizytę w Sandakanie złożył mjr Suga, zwierzchnik wszystkich obozów jenieckich w północnej części Borneo. Niedługo później jeńcom oznajmiono, że długość budowanego przez nich pasa startowego zostanie zwiększona do 1400 metrów. Jednocześnie, w związku ze zbliżaniem się pory monsunowej, Japończycy zarządzili przyspieszenie tempa budowy. Jeńcy pracowali odtąd siedem dni w tygodniu. Mimo energicznych protestów obozowej starszyzny do pracy zaczęto zmuszać oficerów; początkowo wyłącznie poruczników, później także wyższe rangi. Aby wypełnić dzienny kontyngent pracujących, na plac budowy zaczęto zabierać chorych, którzy byli w stanie poruszać się o własnych siłach. Niekiedy do pracy zmuszano nawet pacjentów cierpiących na ciężkie owrzodzenia oraz lekarzy i sanitariuszy z obozowego szpitala.
Jednocześnie obozowa dyscyplina uległa znacznemu zaostrzeniu. Jeńców pod błahymi pretekstami policzkowano, kopano, lub bito kolbami karabinowymi. Zdarzało się również, że zmuszano ich, by sami wymierzali kary kolegom. Zgodnie z zasadą odpowiedzialności zbiorowej karane były całe grupy robocze. Spośród pochodzących z Formozy strażników sformowano specjalną czteroosobową grupę, której zadaniem było wymierzanie jeńcom kar dyscyplinarnych. Grupę tę obdarzono w obozie przydomkiem Basher gang („pobijacy”), jej liderem był cywil o nazwisku Kada, znany wśród jeńców jako „czarny Mick” lub „szalony Mick”. Jedną z ulubionych kar, którą „pobijacy” wymierzali Australijczykom, były „ćwiczenia z latania”. Polegała ona na zmuszaniu jeńców, by przez długi czas wpatrywali się w słońce, stojąc bez ruchu z szeroko rozłożonymi rękoma. Tych, którzy się poruszyli, bito trzonkami od łopat. Zdarzało się również, że jeńców zmuszano, by stali przez długi czas, trzymając kloc drewna w uniesionych rękach. Ponadto na rozkaz komendanta Hoshijimy naprzeciw głównej wartowni wzniesiono drewnianą klatkę o wymiarach 1,5 x 1,2 x 1,2 metra. Umieszczano w niej jeńców oskarżonych o rozmaite wykroczenia przeciwko obozowemu regulaminowi. Zaostrzenie dyscypliny i wzrost brutalności strażników były prawdopodobnie spowodowane nie tylko dążeniem do przyspieszenia budowy lotniska, lecz również frustracją z powodu napływających coraz częściej wiadomości o japońskich klęskach.

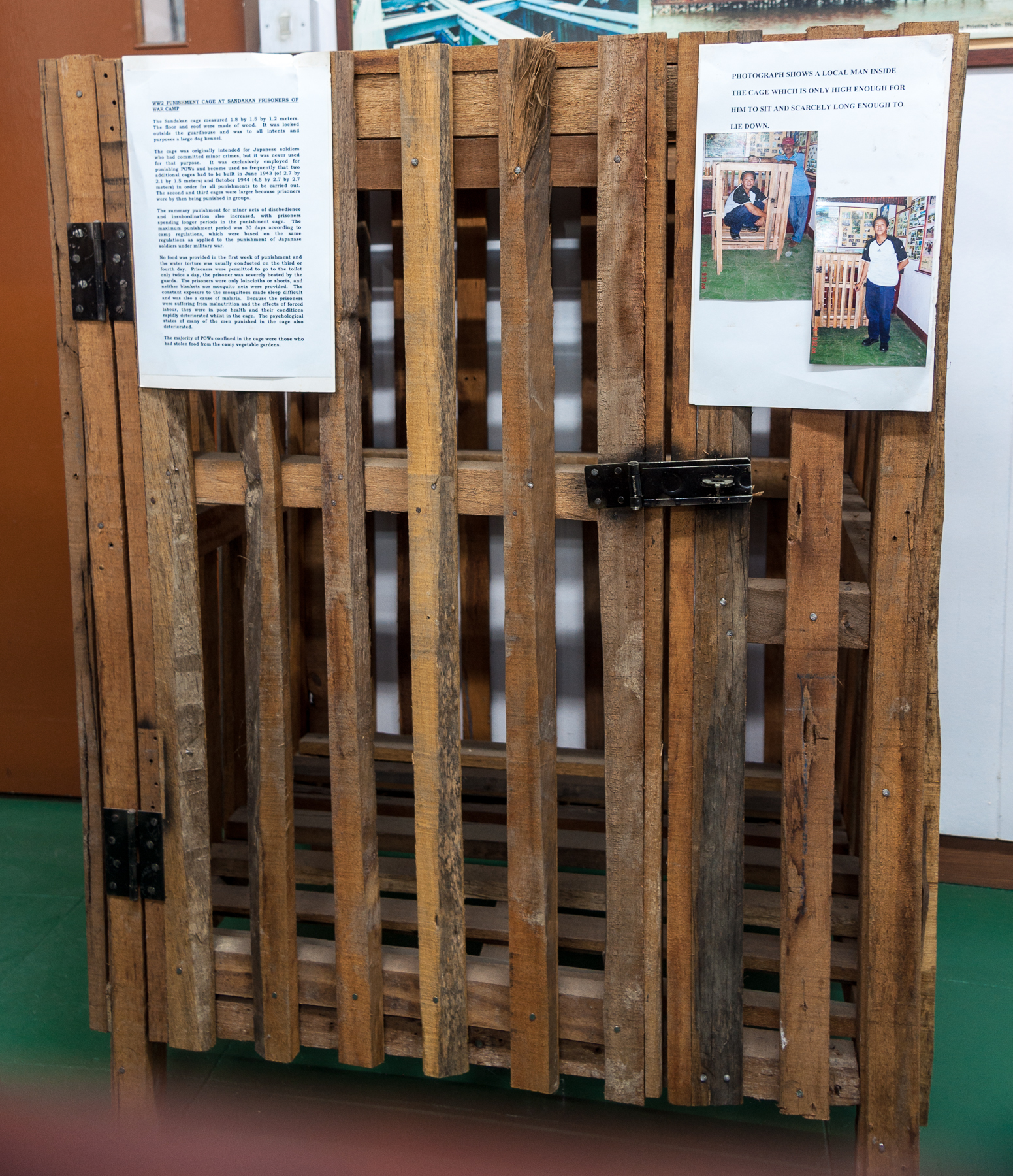
Klatka, w której umieszczano jeńców oskarżonych o wykroczenia dyscyplinarne

W panujących warunkach rosła liczba przypadków dyzenterii, malarii, beri-beri, grzybicy. Wielu jeńców cierpiało także z powodu tropikalnych wrzodów. Wyżywienie nadal pozostawało jednak wystarczające, a morale wśród Australijczyków utrzymywało się na wysokim poziomie. Śmiertelność pozostawała stosunkowo niska; do połowy listopada zmarło czternastu jeńców, większość z powodu dyzenterii. Z kolei w pierwszej połowie 1943 roku liczba zgonów wśród jeńców z Force B utrzymywała się na poziomie jednego miesięcznie.
27 października 1942 roku ppłk Walsh został przeniesiony do obozu jenieckiego w Kuchingu. Razem z nim wyjechało wtedy siedmiu innych oficerów, w tym przedstawiciel Czerwonego Krzyża Ronald Wilson, a także czterech podoficerów i szeregowców.
Na początku grudnia Japończycy przeprowadzili pierwsze próbne lądowanie na lotnisku. W zorganizowanej z tej okazji uroczystości wziął udział gen. Masataka Yamawaki, dowódca Armii Garnizonowej Borneo. Niemniej budowa lotniska wciąż nie była zakończona, stąd po krótkiej przerwie w okresie świąt Bożego Narodzenia, prace wznowiono z nową intensywnością. Dzienny limit jeńców zobowiązanych do pracy na lotnisku został zwiększony. Aby upewnić się, że pacjenci nie symulują, formozański strażnik Maseo Fukishima, znany w obozie pod przydomkiem „Czarny drań”, kopał ich z całej siły po pokrytych tropikalnymi wrzodami kończynach. Gdy australijscy lekarze usiłowali protestować przeciw takiemu postępowaniu, byli bici i policzkowani. Jednocześnie nie chcąc dopuścić, aby zdrowi jeńcy dzielili się z chorymi swoimi racjami ryżu, Hoshijima nakazał, aby były one odtąd wydawane i spożywane wyłącznie w miejscu pracy. Zwiększył także wysiłki, aby uniemożliwić jeńcom pokątne nabywanie żywności od miejscowej ludności. Coraz częstsze były przypadki pobicia lub uwięzienia w klatce. Zdarzało się, że jeńców zabierano do Sandakanu i tam zamykano w klatce na oczach mieszkańców miasta.
Szczególnie okrutnie został potraktowany Jimmy Darlington, jeniec o częściowo aborygeńskich korzeniach. 17 lutego 1943 roku „szalony Mick” Kada usiłował go zmusić, aby wyprał jego opaskę biodrową w kotle, w którym jeńcy gotowali ryż. Gdy Darlington odmówił, Kada zaczął go bić, na co jeniec odpowiedział nokautującym ciosem, wybijając strażnikowi kilka zębów. W odwecie Japończycy i Formozańczycy pobili go do nieprzytomności, a gdy oprzytomniał – przez pół dnia poddawali go torturom. Zmasakrowany i skrępowany jeniec trafił następnie do klatki, gdzie przez dwa dni nie wydawano mu żywności, ani nie udzielono pomocy medycznej. Mimo straszliwych cierpień udało mu się przeżyć. Później został zabrany do Kuchingu, gdzie stanął przed japońskim sądem wojennym.

### Przybycie kolejnych grup jeńców
W kwietniu 1943 roku do Sandakanu przybyły dwa nowe kontyngenty jeńców:
- w pierwszej grupie znalazło się 776 jeńców. Niemal wszyscy – z wyjątkiem sześciu Australijczyków i jednego Południowoafrykańczyka – byli Brytyjczykami, żołnierzami Royal Air Force i Royal Artillery, których wzięto do niewoli na Jawie. Jeńców tych przetrzymywano początkowo w różnych obozach w Batawii i okolicach, a następnie przewieziono do Singapuru. 9 października 1942 roku, po zaledwie trzech tygodniach spędzonych w Singapurze, jeńcy z Jawy zostali zaokrętowani na japoński statek i wraz z ponad tysiącem innych Brytyjczyków zabrani na Borneo. Po krótkim postoju w Kuchingu, gdzie pozostawiono znaczną liczbę jeńców, 827-osobową grupę osadzono w obozie jenieckim w Jesselton (19 października). Na skutek trudnych warunków bytowych w ciągu niespełna sześciu miesięcy zmarło tam 51 jeńców. Ostatecznie 8 kwietnia, po dwudniowym rejsie statkiem, 200 jeńców przeniesiono do Sandakanu. Wraz z nimi przybył wtedy oddział formozańskich strażników, którym dowodził kpt. Hirawa Nagai. Dziesięć dni później do Sandakanu przeniesiono pozostałych 576 jeńców, z których 240 znajdowało się w bardzo złym stanie fizycznym[82].
- w składzie drugiej grupy, znanej jako Force E, znajdowało się pierwotnie 500 Australijczyków. Podobnie jak przypadku Force B jeńców tych przywieziono z Singapuru. Tym co różniło obie grupy był jednak fakt, że w składzie Force E przeważali żołnierze jednostek linowych i inżynieryjnych, zdolni do ciężkiej pracy fizycznej. W składzie kontyngentu znalazło się także dwóch lekarzy, ośmiu sanitariuszy, dwóch kapelanów (protestancki i katolicki) i zaledwie czternastu oficerów, z których najstarszy rangą był mjr John Fairley. 28 marca 1943 roku jeńcy wyruszyli z Singapuru na pokładzie statku „de Klerk”. Również w tym przypadku australijscy oficerowie rozważali przejęcie statku, czemu sprzeciwił się jednak najwyższy rangą oficer brytyjski[e]. Jeńcy spędzili dziewięć dni w Kuchingu, gdzie pozostawiono mjr. Fairleya, jego zastępcę mjr. Cartera oraz 15 innych australijskich żołnierzy. W ich miejsce zabrano 20 Australijczyków, więzionych dotychczas w Kuchingu[f]. Ostatecznie 14 kwietnia, po pięciodniowym rejsie statkiem „Taka Maru”, 503 jeńców dotarło do Sandakanu[83].

Jeńców brytyjskich osadzono w nowo utworzonym obozie na skraju lotniska. Force E początkowo rozlokowano natomiast obozie dla internowanych na wyspie Berhala, z którego wcześniej usunięto więźniów cywilnych. Dopiero 5 czerwca Australijczycy zostali przeniesieni do nowo utworzonego obozu nr 3. Jeńcy brytyjscy byli traktowani lepiej, niż Australijczycy, co mogło wynikać z faktu, iż Japończycy darzyli ich większym respektem. Na lotnisku powierzano im prace związane z oczyszczaniem terenu, powszechnie uznawane za lżejsze. Rzadziej padali także ofiarą brutalności strażników. W przypadku Australijczyków bicie było z kolei na porządku dziennym, zwłaszcza gdy formozańscy strażnicy chcieli zademonstrować swoją gorliwość przed japońskimi przełożonymi. Niemniej śmiertelność wśród Brytyjczyków była wyraźnie wyższa. W ciągu pierwszych dziesięciu tygodni spędzonych w Sandakanie zmarło ich dziewięciu, podczas gdy w tym samym czasie zmarło tylko dwóch Australijczyków.
Japończycy dokładali wysiłków, aby uniemożliwić kontakty pomiędzy jeńcami z trzech obozów, a w szczególności pomiędzy obiema grupami australijskimi. Wszystkim jeńcom ponownie nadano numery identyfikacyjne, przy czym jeńcy z Force B otrzymali numery poniżej 1490, Force E – od 1491 do 2100, a Brytyjczycy – od 2100 wzwyż. Australijczykom z Force E bez wyjątku ogolono głowy. Niemniej jeńcy nadal znajdowali sposoby, by spotykać się potajemnie lub wymieniać informacje za pomocą przemycanych grypsów lub sygnałów ręcznych.
W maju 1943 roku jeńcom po raz pierwszy wydano korespondencję od najbliższych. Pozwolono im także wysłać karty pocztowe do swoich rodzin, przy czym zostały one już wcześniej sporządzone według standardowych japońskich wzorców, stąd jeńcy mogli co najwyżej zlecić japońskim pisarzom wojskowym skreślenie lub uzupełnienie niektórych fragmentów, a także złożyć podpis. Wysłane wtedy kartki dotarły do Australii dopiero w grudniu 1944 roku. W późniejszym okresie jeszcze trzykrotnie do obozu dotarła korespondencja z zewnątrz, natomiast jeńcom pozwolono dwukrotnie wysłać karty pocztowe. Te, które zostały wysłane w drugiej połowie 1943 roku, dotarły do adresatów dopiero w połowie 1945 roku. Ostatnia korespondencja została odebrana przez rodziny w Australii dopiero po zakończeniu wojny.
26 maja 1943 roku we wszystkich trzech obozach Hoshijima wprowadził dwugodzinne „wieczory rozrywki”, podczas których jeńcom zezwalano na aktywność kulturalną. Urządzano je zazwyczaj w soboty. Na zaproszenie komendanta niektórzy oficerowie, przede wszystkim Brytyjczycy, uczestniczyli w przyjęciach, które urządzano w japońskim kasynie oficerskim. Wśród jeńców niższych rangą spotkało się to z powszechną dezaprobatą.
W czerwcu tegoż roku 22 Australijczyków z obozu nr 1, wśród nich najwyższego rangą mjr. H.J. Fleminga, przeniesiono do obozu jenieckiego w Kuchingu.

### Ucieczki
Do pierwszych ucieczek doszło 31 lipca 1942 roku, a więc niespełna dwa tygodnie po przybyciu Force B do Sandakanu. Z obozu zbiegły wówczas dwie grupy jeńców, liczące odpowiednio pięciu i sześciu żołnierzy. Ucieczka tej ostatniej, złożonej z członków Royal Australian Army Service Corps, nie trwała długo. Czterech Australijczyków znalazło schronienie u zarządcy tartaku, nazwiskiem A.E. Phillips. Był on związany z antyjapońskim ruchem oporu, lecz w związku z faktem, iż dostrzeżono obecność uciekinierów w jego domu, nie miał innego wyjścia, jak samemu wydać ich w ręce Kempeitai (8 sierpnia). Pozostali dwaj uciekinierzy, którzy wcześniej odłączyli się od grupy, zamierzali zdobyć łódź i uciec na Filipiny. Zostali jednak zdradzeni przez malajskiego wieśniaka, w rezultacie czego ujęto ich 25 sierpnia. Bezpośrednią konsekwencją tej nieudanej ucieczki było nadanie wszystkim jeńcom numerów identyfikacyjnych. Ponadto na okres tygodnia wstrzymano wydawanie mięsa i ryb oraz ograniczono racje warzyw.
Sześciu schwytanych uciekinierów osadzono w więzieniu w Sandakanie. Podczas przesłuchań zeznali, iż usłyszeli od swoich oficerów, że obowiązkiem każdego australijskiego jeńca jest podjęcie próby ucieczki. W konsekwencji Kempeitai aresztowała dwóch oficerów RAASC: mjr. George’a Campbella i kpt. Douga Scrivenera (27 sierpnia). Obu oficerów zabrano do Kuchingu i osadzono w tamtejszym więzieniu. Kempeitai nie zdołała jednak udowodnić, że rozkazali swoim podwładnym podjąć próbę ucieczki, stąd ostatecznie osadzono ich na stałe w obozie jenieckim w Kuchingu. Sześciu uciekinierów postawiono natomiast przed japońskim sądem wojennym, który 25 października wymierzył wszystkim karę czterech lat więzienia. Jeden ze skazańców, Thomas Harrington, zmarł 12 grudnia w więzieniu w Kuchingu. Pozostałych przewieziono w tym samym miesiącu do więzienia Outram w Singapurze, w którym mieli odbyć karę.
Druga grupa uciekinierów miała początkowo więcej szczęścia. Pięciu Australijczyków przez prawie sześć miesięcy ukrywało się w tropikalnej puszczy, korzystając ze wsparcia antyjapońskiego ruchu oporu. Ostatecznie udało im się ukraść łódź, którą pożeglowali w kierunku Australii. Wzburzone morze szybko wyrzuciło ich jednak na brzeg w niewielkiej odległości od Sandakanu. Tam Australijczyków odnalazła grupa miejscowych kolaborantów, trudniąca się wyłapywaniem podobnych im uciekinierów. 27 stycznia 1943 roku pięciu uciekinierów znalazło się w więzieniu w Sandakanie. Jeńcy znajdowali się w bardzo złym stanie fizycznym, wszyscy cierpieli z powodu malarii, beri-beri i rozmaitych chorób skóry. Podczas pobytu w więzieniu otrzymywali pomoc ze strony japońskiego ruchu oporu. W drugiej połowie marca uciekinierów przewieziono do Kuchingu, a trzy miesiące później postawiono przed japońskim sądem wojennym. Wraz z nimi sądzono jeszcze trzech Australijczyków z Sandakanu: dwóch Dead End Kids – Billy’ego Younga i Milesa Pierce’a Browna, których złapano 20 lutego 1943 roku, zaraz po tym, jak podjęli próbę ucieczki z obozu, a także Jimmy’ego Darlingtona, oskarżonego o napaść na strażnika. Siedmiu uciekinierów skazano na kary pozbawienia wolności w wymiarze od czterech do ośmiu lat więzienia, podczas gdy Darlingtonowi wymierzono karę sześciu miesięcy pozbawienia wolności. Wszystkich osadzono w więzieniu Outram.
30 kwietnia 1943 roku z obozu nr 1 zbiegło trzech Australijczyków: sierż. Walter Wallace oraz łącznościowcy Howard Harvey i Theodore MacKay. Uciekinierzy zamierzali przedostać się do nadmorskiego miasteczka Lahad Datu, zdobyć łódź i pożeglować na wyspy Tawi-Tawi. Mimo iż Wallace posiadał kompas, a przed ucieczką zapoznał się z mapami Borneo, uciekinierzy zgubili się w tropikalnej puszczy. Po kilku dniach wyczerpującego marszu natknęli się na tubylców, od których dowiedzieli się, że nie zdołali oddalić się od obozu więcej niż na 11 kilometrów. Wkrótce między uciekinierami doszło do rozdźwięku. Wallace pozostał w dżungli, podczas gdy jego dwaj towarzysze postanowili przedostać się na wybrzeże, maszerując wzdłuż brzegów rzeki Sibunga. Następnej nocy skrajnie wyczerpany Wallace dotarł do domu Heng Joo Minga, Chińczyka, który mieszkał blisko lotniska i obozu. Gospodarz skontaktował się z miejscowymi policjantami współpracującymi z ruchem oporu, którzy przygotowali uciekinierowi kryjówkę w lesie. Wallace mógł ją opuszczać tylko nocami. Miał nadzieję przedostać się potajemnie do obozu, lecz nie wyraził na to zgody kpt. Lionel Matthews. Przywódca obozowej konspiracji obawiał się bowiem konsekwencji, które mogłyby się wiązać z wykryciem przez Japończyków powrotu uciekiniera. Los Harveya i MacKaya okazał się natomiast tragiczny. 11 maja natknęli się na grupę Malajów, którzy zaproponowali im pomoc w zorganizowaniu łodzi. W rzeczywistości byli to jednak kolaboranci, którzy wydali uciekinierów w ręce Japończyków. Jeszcze tego samego popołudnia z obozu przybyła grupa strażników, którymi dowodzili por. Moritake i sierż. Shoji. Japończycy rozstrzelali obu Australijczyków, a następnie zmasakrowali ich ciała przy użyciu bagnetów.

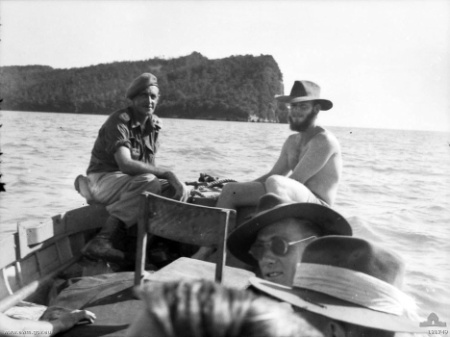
Jock McLaren (z lewej), jeden z siedmiu żołnierzy Force E, którzy zbiegli nocą 4/5 czerwca 1943. W tle widoczna wyspa Berhala

Nocą z 4 na 5 czerwca 1943 roku, na krótko przed przeniesieniem Force E do obozu nr 3, siedmiu australijskich oficerów i żołnierzy zbiegło z obozu przejściowego na wyspie Berhala. Dołączył wtedy do nich Walter Wallace, którego antyjapoński ruch oporu przemycił na wyspę kilka dni wcześniej. Jako że zorganizowanie ucieczki tak dużej grupy było bardzo trudne, uciekinierzy rozdzielili się. Jock McLaren, Jim Kennedy, Rex Butler ukradli dwie tubylcze łodzie i po wielu perypetiach dotarli 14 czerwca na wyspy Tawi-Tawi. Wallace i pozostałych czterech uciekinierów z Force E przez 21 dni ukrywali się na Berhali z pomocą lokalnych policjantów. 26 czerwca ruch oporu zorganizował łódź, na której pokładzie piątka uciekinierów dotarła cztery dni później na Tawi-Tawi. Ośmiu Australijczyków dołączyło do filipińskiej partyzantki. W ciągu następnych sześciu miesięcy dwóch z nich – Rex Butler i Charlie Wagner – poległo w walkach z Japończykami i ich kolaborantami. W marcu 1944 roku Wallace, Kennedy i Ray Steele zostali ewakuowani do Australii na pokładzie amerykańskiego okrętu podwodnego USS „Narwhal”. Dwaj inni uciekinierzy, Rex Blow i Jock McLaren, walczyli w szeregach partyzantki aż do kwietnia 1945 roku.
Kolejnych dwóch Australijczyków zbiegło z obozu w pierwszej połowie 1944 roku. Zdołali dotrzeć do miejscowości Nonoyan, położonej na północ od Zatoki Sandakańskiej, lecz ich obecność została odnotowana przez informatora Kempeitai. Obaj jeńcy zdołali wymknąć się pościgowi, lecz Japończycy ujęli i zamordowali Borneańczyka, który udzielił im schronienia.

### „Incydent sandakański”

#### Obozowa konspiracja

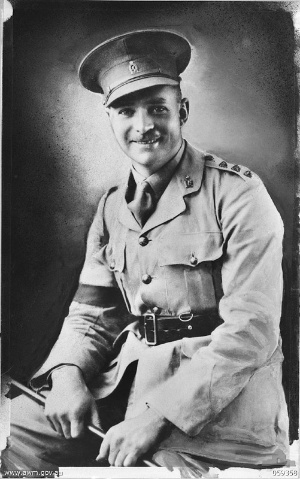
Kapitan Lionel Matthews, przywódca obozowej konspiracji

Niedługo po przybyciu Australijczyków do Sandakanu w obozie jenieckim zawiązała się siatka konspiracyjna. Początkowo na jej czele stał por. Norman Kenneth Sligo. W sierpniu 1942 roku zmarł on jednak na dyzenterię. Liderem siatki został wtedy kpt. Lionel Matthews – oficer łączności 8. Dywizji Piechoty, dowódca jednego z „batalionów” Force B. Jego zastępcą był por. Rod Wells, który kierował grupą roboczą zajmującą się zbieraniem drewna opałowego i miał dzięki temu możliwość częstego opuszczania obozu. W szeregach konspiracji znalazło się łącznie około 20 oficerów i podoficerów.
Matthews i jego siatka zdołali nawiązać kontakt z mieszkańcami Borneo Północnego, którzy wykonywali rozmaite prace na rzecz obozu. W gronie ich współpracowników znaleźli się: Dick Majinal – malajski ogrodnik zatrudniony na dawnej eksperymentalnej farmie, Lamberto Apostol – Filipińczyk nadzorujący produkcję rolną na farmie, Matusup bin Gungau – nocny stróż, Yun Siew „Pop” Wong – pracownik farmy, Chan (Ah) Ping – Chińczyk obsługujący obozową kotłownię, sierż. Abin – członek plemienia Dusun, służący jako funkcjonariusz policji na posterunku w pobliżu obozu, członkowie rodziny Funk o mieszanych nowozelandzkich i azjatyckich korzeniach, którzy wykonywali różne prace w Sandakanie i na pobliskiej plantacji kauczukowca. Od Alexa Funka kapitan otrzymał pistolet kal. 38 mm, a od Lamberto Apostola – mapy leśnych szlaków.
Za pośrednictwem Majinala i Abina kapitan zdołał nawiązać kontakt z europejskimi cywilami internowanymi w obozie na wyspie Berhala, a także z niosącą im pomoc grupą konspiracyjną z Sandakanu, na której czele stał australijski lekarz Jim Taylor. Wkrótce do obozu jenieckiego zaczęły potajemnie napływać środki dezynfekcyjne i opatrunkowe, narzędzia lekarskie, lekarstwa, w tym chinina oraz witamina B niezbędna do leczenia beri-beri. Cywilni konspiratorzy zorganizowali tajny fundusz, z którego pokrywano m.in. wydatki związane z pomocą dla uciekinierów. Funduszem zarządzała żona dr. Taylora, Celia, a darczyńcami byli sympatyzujący z aliantami mieszkańcy Sandakanu, w tym Moselle Cohen (właścicielka sklepu, z pochodzenia węgierska Żydówka).

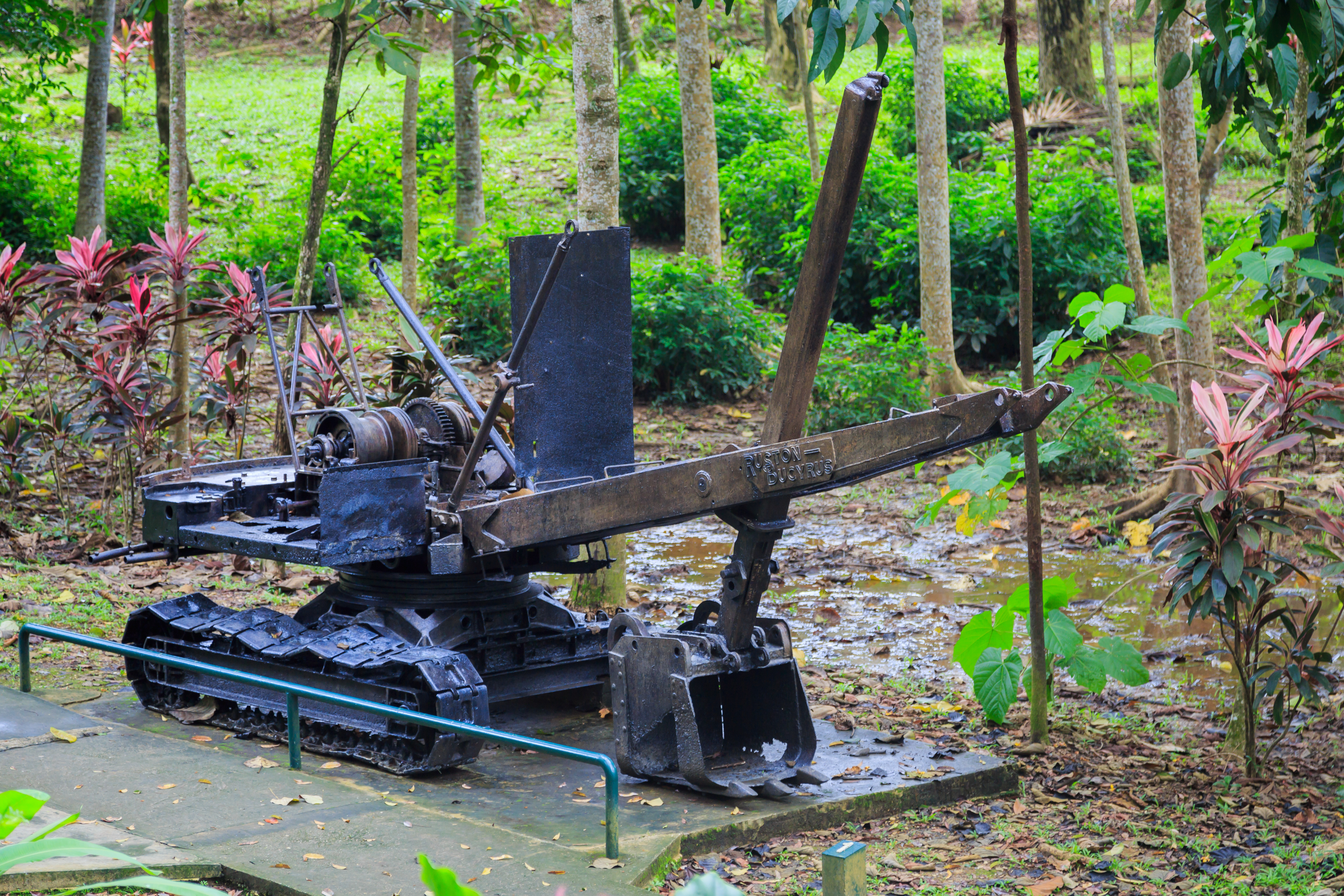
Koparka parowa, którą unieruchomili członkowie obozowej konspiracji

W październiku 1942 roku Matthews nawiązał kontakt z Wong Mu Singiem, kupcem filipińsko-chińskiego pochodzenia, który współpracował z filipińskimi partyzantami na wyspach Tawi-Tawi. Za pośrednictwem tych ostatnich alianci już pod koniec grudnia otrzymali pierwsze informacje na temat sytuacji panującej w obozie w Sandakanie. W międzyczasie Wells z kilkoma współpracownikami dokonał udanego sabotażu dwóch ciężkich maszyn, które Japończycy wykorzystywali przy budowie lotniska: koparki i traktora.
Najważniejszym celem konspiratorów była jednak budowa radioodbiornika. Zadania tego podjęli się Wells i Gordon Weynton, a niezbędne części zdobywano i przemycano do obozu za pomocą członków cywilnej konspiracji. 4 listopada 1942 roku Australijczycy po raz pierwszy zdołali odebrać sygnał BBC. Od tego momentu, niemal każdej nocy, odbiornik włączano na około 5–10 minut, aby wysłuchać wieczornych wiadomości. Zdobyte w ten sposób informacje o przebiegu działań wojennych były – po uprzednim zredagowaniu i ocenzurowaniu – rozpowszechniane wśród jeńców. Co tydzień przemycano je także do Sandakanu i do obozu dla internowanych na wyspie Berhala.
Sukces ten zachęcił Wellsa do podjęcia próby skonstruowania radionadajnika. Również i w tym wypadku udało się zgromadzić niezbędne części. W kwietniu 1943 roku urządzenie było gotowe do użytku. Jako że nadajnik miał służyć do nawiązania kontaktu z alianckimi wojskami, które przybędą wyzwolić Borneo, konspiratorzy ograniczyli się do nadania tylko jednej próbnej transmisji, po czym starannie go ukryli.
Matthews liczył, że po wylądowaniu aliantów na Borneo, obozowa konspiracja będzie w stanie zorganizować zbrojny bunt i masową ucieczkę. Przygotowania były szeroko zakrojone. W lutym 1943 roku Wong Mu Sing przemycił z Tawi-Tai dwa karabiny maszynowe, 27 karabinów i 2,5 tys. sztuk amunicji, które bracia Funk ukryli następnie w leśnej kryjówce około 24 kilometry na zachód od miasta.

#### Dekonspiracja
Heng Joo Ming, współpracownik ruchu oporu, który pomógł w ucieczce Walterowi Wallace’owi, był zaangażowany w czarnorynkowy handel ryżem. Jego partnerem w interesach był Dominic Koh – mieszkaniec Sandakanu o hinduskich korzeniach. W pewnym momencie między wspólnikami doszło do konfliktu. Koh był świadom konspiracyjnych powiązań Minga, wiedział także, że udzielał pomocy Wallace’owi. Zaszantażował więc wspólnika, lecz ten odmówił zapłacenia okupu za milczenie. W konsekwencji Koh zadenuncjował Minga miejscowemu kolaborantowi chińskiego pochodzenia, Jackiemu Lo. 17 lipca 1943 roku Ming został aresztowany przez Kempeitai. Dzięki brutalnym torturom, którym poddano zarówno Minga, jak i jego teścia, Japończycy zdobyli informacje, które pozwoliły na rozpoczęcie serii aresztowań. W ciągu kilku dni zatrzymani zostali m.in. dr Jim Taylor, Dick Majinal, Lamberto Apostol, Matusup bin Gungau oraz policjanci Abin i Anduar bin Koram. Niektórych więźniów zmuszono torturami do wyjawienia tajemnic konspiracji. Japończycy dowiedzieli się wtedy, że do obozu przemycano części potrzebne do budowy radia.
22 lipca Japończycy niespodziewanie przeprowadzili szczegółową rewizję w obozie nr 1. Odnaleźli dwa pistolety, mapę, kilka kompasów oraz dwie zredagowane wiadomości, które sporządzono na podstawie nasłuchu radiowego. Jeszcze tego samego popołudnia aresztowano Matthewsa, a wraz z nim jeszcze trzech Australijczyków: Tommy’ego Grahama, Roya Davisa i Verna Rae. Dwa dni później obóz ponownie poddano gruntownemu przeszukaniu. Japończycy nie znaleźli radia, zgromadzili jednak wystarczająco wiele dowodów, aby ustalić, że ono istnieje i zostało zbudowane przy udziale por. Roda Wellsa. Ten ostatni początkowo zaprzeczał, ostatecznie zdecydował się jednak wskazać Japończykom miejsce ukrycia nadajnika. Liczył bowiem, że zadowolą się tym sukcesem i zaprzestaną dalszych poszukiwań, co pozwoli jeńcom zachować odbiornik. Wellsa natychmiast zabrano do siedziby Kempeitai w Sandakanie, aresztowano również Ah Pinga oraz innych pracowników kotłowni, w tym trzech australijskich jeńców. Dziesięciu innych jeńców z obozu nr 1, w tym najstarszego rangą Harolda St. Johna poddano intensywnym przesłuchaniom. Niektórych na pewien czas uwięziono w klatce. 29 lipca aresztowano Gordona Weyntona; po szesnastu dniach spędzonych w obozowej klatce został zabrany do siedziby Kempeitai w Sandakanie. W międzyczasie dwukrotnie przeszukano obóz brytyjski.
W Sandakanie Japończycy poddali Wellsa, Matthewsa, Taylora i Weyntona wyjątkowo okrutnym torturom, nie zdołali jednak wydobyć z nich żadnych informacji. Weynton uległ, dopiero gdy skonfrontowano go z zeznaniami aresztowanych cywilów, które jednoznacznie wskazywały na jego zaangażowanie w budowę radia. Zgodził się wskazać miejsce ukrycia radioodbiornika, który Japończycy odnaleźli 30 sierpnia, aresztując jednocześnie trzech jeńców, którzy go ukrywali. Na początku września w rękach Kempeitai znajdowali się już niemal wszyscy członkowie obozowej i cywilnej konspiracji. 25 października 1943 roku 52 cywilów i 20 jeńców zabrano z Sandakanu do Kuchingu.
Dwóch członków cywilnej konspiracji zdołało wymknąć się Japończykom. Kapral Koram uciekł z więzienia w Sandakanie i dołączył do antyjapońskiej partyzantki, która działała w zachodniej części protektoratu. Z kolei Yun Siew Wong tak skutecznie symulował chorobę psychiczną, iż Japończycy umieścili go w szpitalu psychiatrycznym. Spędził tam trzy miesiące, po czym został zwolniony. Przez pewien czas symulował jeszcze chorobę, aby ostatecznie ukryć się na plantacji pod Sandakanem.
Japońskie władze określiły te wydarzenia mianem „incydentu sandakańskiego”.

#### Proces w Kuchingu
Rozbicie sandakańskiej konspiracji zbiegło się w czasie z trzema wydarzeniami: 
- antyjapońskim powstaniem w Jesselton (październik 1943)[126],
- masowymi aresztowaniami przeprowadzonymi przez Tokkeitai w Banjarmasin i Pontianaku w holenderskiej części Borneo, w wyniku których aresztowano i stracono co najmniej 125 Holendrów, Chińczyków, Malajów, Jawajczyków i Borneańczyków, w tym holenderskiego gubernatora Borneo B.J. Hagę i jego żonę (maj 1943 – styczeń 1944)[127],
- schwytaniem przez Japończyków trzech członków alianckiej grupy wywiadowczej „Python”, która operowała w rejonie Sandakanu (styczeń–marzec 1944)[128].

Kempeitai, której zaciekłość w tropieniu prawdziwych i wyimaginowanych spisków rosła wraz z wiadomościami o kolejnych japońskich klęskach, uznała, że „incydent sandakański” był elementem zakrojonego na szeroką skalę spisku, którego celem było obalenie japońskiej władzy na Borneo.
Przez kilka miesięcy więźniów poddawano dodatkowym przesłuchaniom w Kuchingu. W międzyczasie w tamtejszym więzieniu zmarł ciężko chory australijski jeniec, Ted Keating. W lutym 1944 roku rozpoczęła się seria procesów przed japońskim sądem wojennym. Rozprawy odbywały się w gmachu katolickiego klasztoru żeńskiego i szkoły dla dziewcząt w Kuchingu. Za stołem sędziowskim zasiedli ppłk Sobei Egami, mjr Shuji Nishihara i kpt. Yōichi Tsutsui, przy czym Nishihara był nieformalnym liderem składu sędziowskiego. W roli prokuratora występował kpt. Haruo Watanabe. Oskarżeni byli pozbawieni prawa do obrony, z góry uznano ich winnymi zarzucanych czynów, a wymiar kary ustalono jeszcze przed rozprawą. Jak się również okazało, zeznania, które oskarżeni złożyli w czasie śledztwa, oraz ich odpowiedzi na pytania sędziów, były tłumaczone na język japoński w taki sposób, iż dodatkowo ich obciążały. Rozprawa, na której sądzono przywódców obozowej konspiracji, trwała niespełna 40 minut.
Pierwszy proces odbył się 3 lutego. Doktor Jim Taylor oraz Gerald Mavor, kierownik i główny inżynier w przedsiębiorstwie energetycznym w Sandakanie, zostali skazani na karę 15 lat więzienia. Oskarżonych o przestępstwa mniejszej wagi, w tym pięciu australijskich jeńców, skazano na kary więzienia w wymiarze od 18 miesięcy do trzech lat. Moselle Cohen została ukarana grzywną i zwolniona do domu.
26 lutego osądzono kolejną grupę jeńców. Gordon Weynton – oskarżony o rozsiewanie plotek i pogwałcenie regulacji obowiązujących jeńców – został skazany na karę 10 lat więzienia. J. Rickards, Cyril Mills i Arnold Small – trzej jeńcy, których przyłapano na ukrywaniu radioodbiornika – usłyszeli wyroki odpowiednio sześciu, dwóch i półtora roku więzienia. Sierżant W. McDonough, który dostarczył chemikaliów potrzebnych do skonstruowania radia, dzięki korzystnym zeznaniom swoich przełożonych został skazany tylko na 6 miesięcy więzienia. W lutym osądzono także niektórych cywilnych konspiratorów; usłyszeli oni wyroki więzienia w wymiarze od jednego roku do pięciu lat. Skazany został nawet mjr Dahlan Rice-Oxley, przedwojenny komendant policji w Sandakanie, który w czasie „incydentu” nawet nie przebywał w mieście; skazano go na rok więzienia.
29 lutego odbył się proces głównych przywódców jenieckiej konspiracji. Wszyscy oskarżeni zostali uznani winnymi zarzucanych czynów. Kaprale McMillan i Roffrey – sądzeni pod zarzutem pogwałcenia regulacji obowiązujących jeńców – zostali skazani na 1,5 roku więzienia. Sierżant Alfred Stevens, którego dodatkowo oskarżono o rozsiewanie plotek, usłyszał wyrok 6 lat więzienia. Porucznik Rod Wells – również sądzony pod zarzutem rozsiewania plotek i pogwałcenia regulacji obowiązujących jeńców – został skazany na 12 lat więzienia. Z kolei kpt. Lionel Matthews – uznany winnym szpiegostwa, przygotowywania buntu, rozsiewania plotek i pogwałcenia regulacji obowiązujących jeńców – usłyszał wyrok śmierci.
1 marca osądzono liderów konspiracji cywilnej. Ośmiu – Alex Funk, sierż. Abin, Matusup bin Gungau, Heng Joo Ming, Jemadur Ojaga Singh, Ernesto Lagan, Wong Mu Sing, Felix Adzcona Jr. – zostało skazanych na karę śmierci. Pozostali cywilni konspiratorzy, wśród których znajdowali się m.in. Dick Majinal, Lamberto Apostol i Chan (Ah) Ping, usłyszeli wyroki więzienia w wymiarze od czterech do piętnastu lat.
2 marca 1944 roku dziewięciu skazańców rozstrzelano w lesie pod Kuchingiem. Przy egzekucji asystowali mjr Suga, mjr Nishihara i kpt. Watanabe. Zwłoki Matthewsa pochowano na cmentarzu cywilnym w Kuchingu, natomiast cywilnych konspiratorów pogrzebano w miejscu egzekucji. Jak się później okazało, Japończycy początkowo planowali stracić również Roda Wellsa. Wyrok śmierci został zatwierdzony przez dowództwo japońskiej Armii Południowej z siedzibą w Sajgonie, jednakże podczas odkodowywania depeszy japoński szyfrant popełnił omyłkę, z której wynikało, że dowództwo armijne wyraziło zgodę na stracenie nie dwóch, lecz tylko jednego jeńca. Owa literówka ocaliła porucznikowi życie.
Spośród konspiratorów skazanych na kary pozbawienia wolności czterech cywilów i trzech jeńców zmarło w więzieniu, nie doczekawszy wyzwolenia.

### Dalsze pogorszenie sytuacji w obozie
Jedną z konsekwencji „incydentu sandakańskiego” było usunięcie z obozu większości kadry oficerskiej. 16 sierpnia 1943 roku trzydziestu brytyjskich oficerów przeniesiono w trybie nagłym do obozu w Kuchingu. Tym samym w obozie nr 2 pozostało już tylko dziesięciu oficerów, z których najstarszy stopniem był 28-letni kpt. James Mills. Z kolei 16 października do Kuchingu przeniesiono większość oficerów australijskich. W Sandakanie pozostało ich tylko ośmiu, z czego zaledwie jeden w obozie nr 3. Na zwierzchnika jeńców australijskich Hoshijima wyznaczył kpt. George’a Cooka, oficera bez doświadczenia bojowego, którego charakteryzowała daleko idąca uległość wobec Japończyków.
„Incydent” miał dalekosiężne konsekwencje. We wszystkich obozach na Borneo zmniejszono racje żywnościowe. Według Yukiego Tanaki decyzję w tej sprawie podjęli najprawdopodobniej dowódca Armii Garnizonowej Borneo gen. Masataka Yamawaki i jego szef sztabu gen. Takanobu Manaki. Japończycy liczyli zapewne, że w przypadku alianckiej inwazji osłabieni głodem jeńcy nie będą w stanie wszcząć buntu. Od czasu „incydentu” jeńców z Sandakanu uważano za szczególnie buntowniczo nastawionych, stąd racje zmniejszono tam bardziej, niż w innych obozach. Odebrano im także noże, scyzoryki i wszystkie przedmioty, które mogliby użyć jako broń. Wzrosła brutalność strażników, którzy pod byle pretekstem bili jeńców lub karali ich uwięzieniem w klatce.
Na skutek zgonów, ucieczek i przenosin do Kuchingu zmniejszyła się liczba jeńców australijskich, stąd 17 października 1943 roku Hoshijima zarządził, aby oba australijskie kontyngenty zostały połączone. Jeńcy z Force E przyjęli tę decyzję z dużym zadowoleniem, gdyż wiązała się z przenosinami do obozu nr 1, gdzie panowały o wiele lepsze warunki.
Wraz z pogarszającą się sytuacją militarną Japonii pogarszało się wyżywienie i warunki w obozie w Sandakanie. W czerwcu 1944 roku racje ryżu ponownie zmniejszono, tym razem ze względu na trudności z zaopatrzeniem, spowodowane działalnością amerykańskich okrętów podwodnych. Ciężko pracujący otrzymywali odtąd 400 gramów ryżu dziennie, a pozostali jeńcy – 300 gramów. W sierpniu zaprzestano wydawania warzyw, a miesiąc później na stałe zamknięto jeniecką kantynę. Miejscowej ludności zakazano zbliżania się do jeńców na odległość mniejszą niż 400 metrów, co znacznie ograniczyło możliwości prowadzenia czarnorynkowego handlu. Jeńcom pozwolono hodować niewielką liczbę świń, ich zarżnięcie i spożycie było jednak możliwe wyłącznie za zgodą Hoshijimy; udzielał jej zazwyczaj jedynie przy okazji japońskich świąt lub uroczystości. Sytuację żywnościową chwilowo ratowały uprawa warzyw w jenieckich ogródkach oraz zastąpienie ryżu tapioką.
Jeniecką część obozu pozbawiono dostępu do elektryczności i bieżącej wody. Jeńcy byli odtąd zmuszeni gromadzić deszczówkę lub za pomocą wiader przynosić wodę z pobliskich strumieni. Obozowe latryny uległy przepełnieniu, lecz Japończycy nie pozwolili na wykopanie nowych, a nawet nie wydali jeńcom wiader, które mogłyby służyć do opróżniania istniejących. W efekcie gwałtownie wzrosła liczba przypadków dyzenterii i chorób skóry; wybuchowi epidemii udało się zapobiec tylko dzięki szybkiemu dostarczeniu leków sulfonamidowych. Sytuację pogarszał fakt, że po aresztowaniu doktora Taylora ustał szmugiel lekarstw do obozu; jeńcy mogli je odtąd nabywać jedynie na czarnym rynku. Co więcej, zdarzało się, że sierz. Fujita – sanitariusz formozańskich strażników – zabierał z jenieckiego szpitala urządzenia i wyroby medyczne. 7 maja 1944 roku po raz pierwszy i ostatni jeńcom wydano paczki Czerwonego Krzyża. Znajdujące się w nich papierosy, środki czystości i żywność zostały jednak w znacznej mierze zdefraudowane przez strażników, a Australijczycy i Brytyjczycy otrzymali jedynie ułamek ich zawartości.
Jednocześnie rosła brutalność strażników. Mimo zmniejszenia liczby jeńców i niedoborów żywności Japończycy oczekiwali, że prace na lotnisku będą prowadzone z tą samą intensywnością. We wrześniu 1944 roku, gdy ostatecznie ukończono jeden z dwóch pasów startowych, 400 Australijczyków przebywało w szpitalu, 200 było uznanych niezdolnych do pracy, a 150 było zatrudnionych przy wykonywaniu niezbędnych prac na rzecz obozu. W tych okolicznościach skompletowanie kontyngentu 800 jeńców, którzy każdego dnia mieli pracować na lotnisku, stawało się coraz trudniejsze. Gdy nie udało się zgromadzić odpowiedniej liczby robotników, sierż. Watanabe wraz z „czarnym draniem” Fukishimą zmuszali do pracy na lotnisku także personel medyczny. Komendant Hoshijima koncentrował się przede wszystkim na nadzorowaniu budowy lotniska, pozostawiając swoim młodszym oficerom sprawy związane z utrzymaniem dyscypliny w obozie. Niemniej po „incydencie sandakańskim” często zdarzało się, że podczas obchodu placu budowy osobiście bił jeńców, którzy mu się narazili. Miały także miejsce wypadki, gdy publicznie policzkował kpt. George’a Cooka i innych australijskich oficerów za karę, iż „nie potrafią kontrolować swoich ludzi”. Jeńców brutalnie traktowali również strażnicy z Formozy, zwłaszcza wtedy, gdy chcieli zademonstrować komendantowi swoją gorliwość. Pewnego razu kaprala o nazwisku Peters ciężko pobito kijem w obecności Hoshijimy, powodując, że ofiara oślepła na jedno oko. W drugiej połowie 1944 roku zakazano wszelkich form aktywności kulturalnej i sportowej, tępiony był nawet pokątny hazard.
Codzienne zarządzanie obozem, w tym wyznaczanie jeńców do pracy na lotnisku, Japończycy w znacznej mierze przerzucili na australijskich oficerów i podoficerów. Kapitan Cook nie zdobył sobie jednak autorytetu wśród australijskich jeńców, co więcej, ze względu na towarzyskie stosunki, które utrzymywał z Hoshijimą, obdarzono go przydomkiem „biały Japoniec”. Z wielką niechęcią traktowano także większość podoficerów, tworzących nieformalny komitet, który zarządzał codziennymi sprawami jeńców. Według niektórych świadków, przede wszystkim Keitha Botterilla, Cook – nie będąc w stanie wyegzekwować posłuchu – miał osobiście zwracać się do Hoshijimy z prośbą o ukaranie „niezdyscyplinowanych” jeńców. W takich wypadkach karą było zazwyczaj uwięzienie w klatce. Do września 1944 roku w obozie istniały już trzy takie obiekty, w tym jeden o wymiarach 3 na 6 metrów. Ta ostatnia klatka miała jakoby zostać zbudowana na wyraźne życzenie Cooka, aby umożliwić karanie całych grup jeńców. Paul Ham kwestionuje jednak wiarygodność relacji, które mówią o jednoznacznej kolaboracji Cooka z Japończykami. Jego zdaniem brak jest jednoznacznych dowodów, które potwierdzałyby, iż to właśnie australijski kapitan namówił Hoshijimę, by zbudować trzecią klatkę.
Do klatek najczęściej trafiali jeńcy przyłapani na kradzieży żywności, samowolnym oddaleniu się z obozu lub miejsca pracy, pracujący zbyt wolno lub uznani winnymi szeroko rozumianej niesubordynacji. Teoretycznie maksymalny czas uwięzienia w klatce nie mógł przekraczać 30 dni, aczkolwiek Botterill twierdził, że spędził w niej aż 40 dni. Zwykle uwięzieni w klatce jeńcy nie otrzymywali jedzenia przez tydzień, a później wydawano im tylko jedną rację ryżu dziennie. Nie otrzymywali również koców i moskitier, a do latryny pozwalano im udać się tylko dwa razy na dobę, co było szczególnym udręczeniem dla chorych na dyzenterię. Podczas pobytu w klatce jeńcy nie mieli też możliwości umycia się i ogolenia zarostu, każdego dnia zmuszano ich natomiast do „ćwiczeń fizycznych”, podczas których byli maltretowani przez strażników. Ukaranie klatką powodowało gwałtowne pogorszenie stanu fizycznego i psychicznego jeńców. Dla szer. Gordona Barbera, którego przyłapano na samowolnym oddaleniu się z obozu, uwięzienie w klatce zakończyło się śmiercią.
W czerwcu 1944 roku 100 jeńców, w tym jednego oficera, przeniesiono do obozu na wyspie Labuan. Niemal wszyscy żołnierze w tej grupie, gdyż aż dziewięćdziesięciu dziewięciu, byli Brytyjczykami. Liczba jeńców przebywających w Sandakanie zmniejszyła się do około 2,2 tys.

### Naloty i wzrost liczby zgonów
Jesienią 1944 roku nastąpiły pierwsze naloty alianckiego lotnictwa na Sandakan. Hoshijima zarządził wtedy, aby na japońskim placu apelowym wznieść znak o wymiarach 50 na 15 metrów z wymalowanym napisem POW (skrót od Prisoners of War – „jeńcy wojenni”). Niemniej 30 października 1944 roku obóz zaatakowały dwa amerykańskie myśliwce P-38 Lightning. W nalocie zginęło trzech Australijczyków i kilku Brytyjczyków. Reszta amerykańskich maszyn zaatakowała lotnisko, niszcząc na ziemi kilkadziesiąt japońskich samolotów. Po tych wydarzeniach Hoshijima postanowił przenieść znak na bardziej otwarty teren, między obozami nr 1 i 2. Japońskie dowództwo negatywnie zareagowało jednak na wiadomość o sporządzeniu znaku, stąd w kwietniu 1945 roku Hoshijima został zmuszony do jego zdemontowania.
W Boże Narodzenie 1944 roku amerykańskie bombowce B-24 Liberator zbombardowały lotnisko, tym razem wyłączając je z użytku. Około 200 jeńców skierowano do pracy przy naprawie zniszczeń, w tym przy usuwaniu niewybuchów. Już trzy dni później lotnisko ponownie padło jednak ofiarą ciężkiego nalotu. W styczniu 1945 roku prace na lotnisku zostały ostatecznie wstrzymane.
Mimo wszystko w pierwszej połowie 1944 roku liczba zgonów wśród jeńców australijskich utrzymywała się na poziomie jednego miesięcznie, a wśród Brytyjczyków – dotychczas znacznie wyższa – zaczęła nawet stopniowo maleć. Od czerwca do października 1944 roku zmarło trzynastu Australijczyków, wliczając w to również ofiary amerykańskiego nalotu. Później sytuacja zaczęła się jednak pogarszać. W listopadzie zmarło osiemnastu Australijczyków i siedmiu Brytyjczyków. W grudniu zmarło natomiast 34 Australijczyków i 21 Brytyjczyków, przede wszystkim na skutek malarii mózgowej.
Wraz z zaprzestaniem prac na lotnisku sytuacja w obozie zaczęła się dramatycznie pogarszać. 10 stycznia 1945 roku Hoshijima ponownie zarządził zmniejszenie dziennej racji ryżu, tym razem do 70 gramów na osobę. Jeńców nadal angażowano jednak do różnych prac, między innymi przy zbieraniu drewna i furażu, niekiedy w miejscach oddalonych o 16 kilometrów od obozu. Z obowiązku pracy zwolnieni byli jedynie chorzy – niezdolni do poruszania się o własnych siłach. Na konsekwencje nie trzeba było długo czekać. W styczniu zmarło 65 Australijczyków.
Po kapitulacji Japonii wyszło na jaw, że Japończycy dysponowali środkami, które pozwalały zmniejszyć śmiertelność wśród jeńców. Pod domem komendanta odnaleziono ukrytych 90 ton ryżu i 160 tys. tabletek chininy. Dodatkowo w japońskich koszarach odnaleziono kolejne 54 tony ryżu, 786 tys. tabletek chininy, 19,6 tys. tabletek z witaminą A i D, znaczne ilości materiałów opatrunkowych i sprzętu medycznego oraz setki paczek Czerwonego Krzyża, których zawartości nigdy nie wydano jeńcom.

## „Marsze śmierci”

### Przebieg

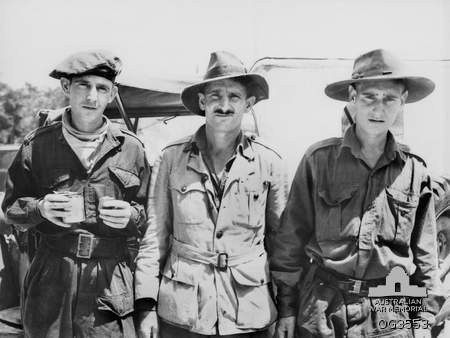
Nelson Short, William H. Sticpewich i Keith Botterill, trzej z sześciu jeńców, którzy przeżyli „marsze śmierci” z Sandakanu do Ranau

Na początku 1945 roku, w związku ze zniszczeniem lotniska i obawami przed aliancką inwazją, dowództwo japońskiej 37. Armii podjęło decyzję o ewakuowaniu jeńców na zachodnie wybrzeże Borneo Północnego, w rejon Jesselton i Tuaran. W tym samym kierunku miała się udać część japońskiego garnizonu Sandakanu. Ze względu na fakt, iż alianci całkowicie panowali na morzu i w powietrzu, jeńcy i żołnierze mogli dostać się do miejsca przeznaczenia jedynie drogą lądową.
Pierwszy marsz wyruszył 28 stycznia 1945 roku. 455 jeńców (według innych źródeł 470), podzielonych na grupy liczące od 40 do 55 osób, wyprowadzano z obozu w jednodniowych odstępach. Australijczycy i Brytyjczycy, spośród których wielu cierpiało na malarię, beri-beri lub ciężkie owrzodzenia, maszerowali niezwykle trudnym szlakiem, wiodącym przez bagna i pokryte puszczą góry. Zmuszono ich także, by nieśli zapasy i bagaże maszerującego tą samą trasą japońskiego oddziału. Japońskie służby kwatermistrzowskie nie zorganizowały punktów etapowych z odpowiednio dużymi zapasami żywności; zabrakło jej w szczególności dla ostatnich grup. Jeńców, którzy nie byli w stanie dalej maszerować, mordowano. Ostatecznie w połowie lutego pięć pierwszych grup dotarło do Ranau na 250 kilometrze szlaku, gdzie rozkazano im pozostać na stałe. Jako że zorganizowany tam prowizoryczny obóz nie był w stanie pomieścić wszystkich jeńców, Australijczycy i Brytyjczycy z ostatnich czterech grup musieli chwilowo pozostać w Paginatan na 206. kilometrze szlaku. W trakcie marszu poniosło śmierć około 123 jeńców.
Los jeńców, którym udało się przeżyć pierwszy marsz, był tragiczny. Krańcowo wyczerpani wielodniową przeprawą przez bagna i góry, masowo umierali na skutek niedożywienia, chorób i brutalności strażników. Jeńców z Ranau wykorzystywano przy tym w charakterze tragarzy, zmuszając, aby przenosili 20-kilogramowe worki ryżu do odległego o ponad 40 kilometrów Paginatan. Na początku kwietnia, gdy resztki wszystkich grup połączono wreszcie w Ranau, przy życiu pozostawało już tylko około 150 jeńców. Gdy 26 czerwca do leśnego obozu dotarł drugi „marsz śmierci”, jego uczestnicy zastali już tylko sześciu ocalałych z pierwszego marszu.
Tymczasem sytuacja w Sandakanie gwałtownie się pogarszała. Między styczniem a majem 1945 roku w obozach australijskim i brytyjskim zmarło ponad tysiąc więźniów, większość na skutek niedożywienia i chorób. W lutym liczba chorych i wyczerpanych była tak wielka, że wykonanie rozkazu płk. Sugi, aby skierować 50 jeńców do pracy przy odbudowie lotniska, okazało się niemożliwe. W połowie kwietnia wszystkich Brytyjczyków przeniesiono z obozu nr 2 do obozu nr 1, przeznaczając dla nich osobną strefę, odseparowaną ogrodzeniem z drutu kolczastego. Na początku tegoż miesiąca obóz nawiedziła plaga szczurów, które atakowały nawet pacjentów obozowego szpitala. Z kolei między 23 a 26 maja obóz intensywnie atakowało alianckie lotnictwo, zabijając około 20–30 jeńców. 27 maja koncentryczne ataki z morza i powietrza niemalże zrównały z ziemią pobliskie miasto i port.
Wydarzenia te zostały zinterpretowane przez japońskie dowództwo jako wstęp do alianckiej inwazji. 29 maja przystąpiono do ostatecznej ewakuacji Sandakanu. Japończycy podłożyli ogień pod większość obozowych budynków, a 536 jeńców, których uznano za zdolnych do marszu, podzielono na jedenaście grup i pod eskortą poprowadzono do Ranau. Podobnie jak w przypadku pierwszego marszu, jeńcy musieli nieść zapasy żywności oraz ekwipunek i bagaże eskorty. Wielu było tak osłabionych głodem i chorobami, że nie byli w stanie pokonać więcej niż kilka kilometrów. Reakcje japońskich i formozańskich strażników wkrótce stały się bardzo brutalne. Jeńców opóźniających marsz, bito, kopano i poszturchiwano. Tych, którzy opadli z sił i nie byli w stanie iść dalej – mordowano. Gdy 26 czerwca marsz dotarł do Ranau, doliczono się tylko 183 jeńców. Na różnych etapach zbiegło co najmniej jedenastu, lecz zaledwie dwóch doczekało wyzwolenia.
Wbrew rozkazom ze sztabu 37. Armii, nowy komendant – kpt. Takuo Takakuwa, pozostawił w ruinach obozu 288 niezdolnych do marszu jeńców, a także kilkunastu strażników pod dowództwem por. Moritake. Jeńcy koczowali praktycznie pod gołym niebem, wydawano im minimalne ilości żywności. W samym tylko czerwcu zmarło ich ponad 130. 15 czerwca (inne źródła podają 9 czerwca) z obozu wyprowadzono w kierunku Ranau kolejną grupę 75 jeńców. Wszyscy zginęli w trakcie marszu, przy czym zaledwie czterech zdołało dojść do Beluran na 67. kilometrze trasy. Tymczasem jeńcy pozostawieni w Sandakanie nadal wymierali na skutek głodu i chorób. Brytyjski oficer, który przyznał się do kradzieży świni należącej do strażników, został za karę ukrzyżowany i wypatroszony. W drugim tygodniu lipca Moritake otrzymał rozkaz od kpt. Takakuwy, nakazujący, aby ze swoimi ludźmi jak najszybciej udał się do Ranau. W tym czasie przy życiu pozostawało jeszcze 48 jeńców. Jako że dwudziestu pięciu było w tak ciężkim stanie, iż spodziewano się, że umrą w najbliższym czasie, Moritake postanowił bezzwłocznie wymordować pozostałych dwudziestu trzech. Zamordowano ich w masowej egzekucji 13 lipca. Mimo iż ostatnim jeńcom w zasadzie zaprzestano wydawać pożywienia, 1 sierpnia nadal pozostawało przy życiu dziewięciu Australijczyków i jeden Brytyjczyk. Ostatniego jeńca zamordowano 15 sierpnia, na kilka godzin przed ogłoszeniem kapitulacji Japonii.
Tragiczny był także los jeńców, którzy znaleźli się w Ranau. Zmuszano ich do wyczerpującej pracy i brutalnie traktowano. Otrzymywali minimalne racje żywności, a dwóm lekarzom-jeńcom, którzy nieśli pomoc chorym, Japończycy nie wydawali żadnych lekarstw i środków opatrunkowych. W lipcu z Ranau zdołało uciec sześciu jeńców (czterech doczekało wyzwolenia). 1 sierpnia przy życiu pozostawało już tylko 32 jeńców. Tego dnia kpt. Takakuwa rozkazał zamordować siedemnastu najciężej chorych. Pozostałych piętnastu jeńców, w tym kpt. George’a Cooka, zamordowano 27 sierpnia, a więc dwanaście dni po ogłoszeniu kapitulacji Japonii.

### Operacja „Kingfisher”
Z ustaleń australijskiej badaczki Lynette Ramsay Silver wynika, że znaczna liczba jeńców mogła zostać ocalona. Pod koniec 1944 roku australijskie Services Reconnaissance Department (SDR) opracowało bowiem plan wyzwolenia obozu, przewidujący m.in. wysadzenie pod Sandakanem desantu spadochronowego w sile batalionu. Na skutek opóźnień i błędów popełnionych przez kierownictwo SDR operacja „Kingfisher” nie doszła jednak do skutku. Kluczową rolę w jej niepowodzeniu odegrały błędne meldunki wywiadowcze, na podstawie których SDR uznało, że już w styczniu 1945 roku wszyscy jeńcy zostali przeniesieni do Ranau. Z tego powodu na przełomie kwietnia i maja miano wstrzymać przygotowania do operacji, a alianckie lotnictwo zaczęło atakować zarówno obóz jeniecki, jak i szlak do Ranau, nieświadomie przyczyniając się do śmierci kolejnych jeńców.
W połowie czerwca na wyspy Tawi-Tawi dotarł ocalały z drugiego marszu Dick Braithwaite. Dopiero wtedy aliancki wywiad zorientował się, że w Sandakanie nadal przebywają jeńcy wojenni. SDR postanowiło wtedy rozpoznać zarówno okolice Sandakanu, jak i Ranau. Pierwszy z wywiadowców nie dotarł jednak do Sandakanu, zadowalając się nieścisłymi informacjami od tubylców, iż w obozie nie ma już żadnego jeńca (czerwiec). Z kolei grupa wywiadowcza „Agas III” dotarła w rejon Ranau dopiero 7 sierpnia, gdzie związana rozkazami dowództwa, zakazującymi podejmowania prób uwolnienia jeńców, musiała się ograniczyć jedynie do przyjścia z pomocą czterem pozostającym jeszcze przy życiu uciekinierom.
Według Silver australijskie dowództwo w obawie przed skandalem miało po wojnie celowo zataić prawdę o fiasku operacji „Kingfisher”. Jednocześnie odpowiedzialnością za pozostawienie jeńców na łasce Japończyków fałszywie obarczono amerykańskiego generała Douglasa MacArthura. Z tezami Silver nie zgadza się część australijskich autorów, w tym Paul Ham, którzy są zdania, że operacja „Kingfisher” była niewykonalna ze względów logistycznych i nigdy nie wyszła poza stadium rozważań.

## Losy jeńców przeniesionych z Sandakanu
Jako pierwsi, gdyż już 19 sierpnia 1945 roku, uwolnieni zostali jeńcy, których uwięziono w Singapurze w związku z nieudanymi ucieczkami lub „incydentem sandakańskim”. W więzieniu Outram osadzono łącznie trzydziestu Australijczyków z Sandakanu, spośród których sześciu nie doczekało kapitulacji Japonii.
Miesiąc później uwolnieni zostali jeńcy, których przeniesiono do obozu jenieckiego w Kuchingu. Z tej grupy ocalało 180 Australijczyków (w tym 145 oficerów) i 31 Brytyjczyków (w tym 30 oficerów). Podczas pobytu w Kuchingu zmarło dziewięciu Australijczyków i dwóch Brytyjczyków.
Tragiczny był natomiast los jeńców, których przeniesiono do obozu na wyspie Labuan. Jako pierwszych, w czerwcu 1944 roku, wysłano tam 100 jeńców z Sandakanu. Dwa miesiące później trafiło tam 200 jeńców z obozu w Kuchingu. Wśród jeńców, którzy trafili na Labuan, przeważali Brytyjczycy, znalazło się jednak wśród nich także sześciu Australijczyków z Force B i Force E. Do marca 1945 roku aż 188 jeńców zmarło z powodu chorób, niedożywienia i wyczerpania. W tymże miesiącu pozostałych jeńców przeniesiono z Labuan do Brunei. Osiem tygodni później zostali ponownie przeniesieni – najpierw do Kuala Belait, a następnie do Miri. W międzyczasie zmarło kolejnych 60–70 jeńców. 10 czerwca 1945 roku, na wieść o wylądowaniu wojsk australijskich w Brunei, Japończycy wymordowali ostatnich 44 jeńców. Tym samym spośród 300 jeńców osadzonych w Labuan, żaden nie ocalał.

## Ofiary
Liczba alianckich jeńców wojennych, których skierowano do Sandkanu, wyniosła 2850. W gronie tym znalazło się 2026 Australijczyków i 824 Brytyjczyków. Liczba tych pierwszych uwzględnia zarówno żołnierzy Force B i Force E przywiezionych z Singapuru, jak i australijskich żołnierzy, którzy znaleźli się w składzie kontyngentu brytyjskiego lub zostali przywiezieni z obozów jenieckich na Jawie. Uwzględnia jednocześnie kilkunastu oficerów i żołnierzy Force E, których w drodze do Sandakanu pozostawiono w obozie w Kuchingu. Z kolei liczba jeńców brytyjskich uwzględnia 51 jeńców, którzy zmarli w Jesselton jeszcze przed dotarciem do Sandakanu.
Spośród 2434 jeńców, którzy ostatecznie znaleźli się w obozie i nie opuścili go do czasu rozpoczęcia „marszów śmierci”, ocalało zaledwie sześciu Australijczyków. Byli to wyłącznie uciekinierzy. 1787 Australijczyków i 641 Brytyjczyków zmarło lub zostało zamordowanych w Sandakanie, w czasie „marszów śmierci” lub w prowizorycznych obozach w Ranau. Oznacza to, że śmiertelność w tej grupie jeńców wyniosła aż 99,75%. Był to najwyższy współczynnik ofiar odnotowany w obozie jenieckim podczas II wojny światowej.
Przy obliczaniu całkowitej liczby ofiar uwzględnić należy także 23 Australijczyków i 152 Brytyjczyków, którzy uciekli lub zostali przeniesieni z Sandakanu przed rozpoczęciem „marszów śmierci”, lecz nie udało im się doczekać końca wojny. Tym samym całkowita liczba ofiar przedstawia się następująco:
| Okoliczności                      | Australijczycy | Brytyjczycy | Łącznie |
| --------------------------------- | -------------- | ----------- | ------- |
| Sandakan, „marsze śmierci”, Ranau | 1787           | 641         | 2428    |
| Obóz jeniecki na wyspie Labuan    | 6              | 99          | 105     |
| Obóz jeniecki w Kuchingu          | 9              | 2           | 11      |
| Obóz jeniecki w Jesselton         | 0              | 51          | 51      |
| Więzienie Outram w Singapurze     | 6              | 0           | 6       |
| Tawi-Tawi (walka w partyzantce)   | 2              | 0           | 2       |
| Ogółem:                           | 1810           | 793         | 2603    |

Obok sześciu jeńców, którym udało się przeżyć „marsze śmierci”, ocalało także 210 Australijczyków i 31 Brytyjczyków, którzy uciekli lub zostali przeniesieni z Sandakanu przed styczniem 1945 roku. Tym samym całkowita liczba ocalałych przedstawia się następująco:
| Okoliczności                      | Australijczycy | Brytyjczycy | Łącznie |
| --------------------------------- | -------------- | ----------- | ------- |
| Sandakan, „marsze śmierci”, Ranau | 6              | 0           | 6       |
| Obóz jeniecki w Kuchingu          | 180            | 31          | 211     |
| Więzienie Outram w Singapurze     | 24             | 0           | 24      |
| Tawi-Tawi (uciekinierzy)          | 6              | 0           | 6       |
| Ogółem:                           | 216            | 31          | 247     |

Ogromne straty ponieśli również przymusowi robotnicy z Jawy, którzy razem z jeńcami pracowali przy budowie lotniska. Spośród 4 tys. Rōmusha ocalało prawdopodobnie nie więcej jak dwóch lub trzech.

## Powojenne procesy

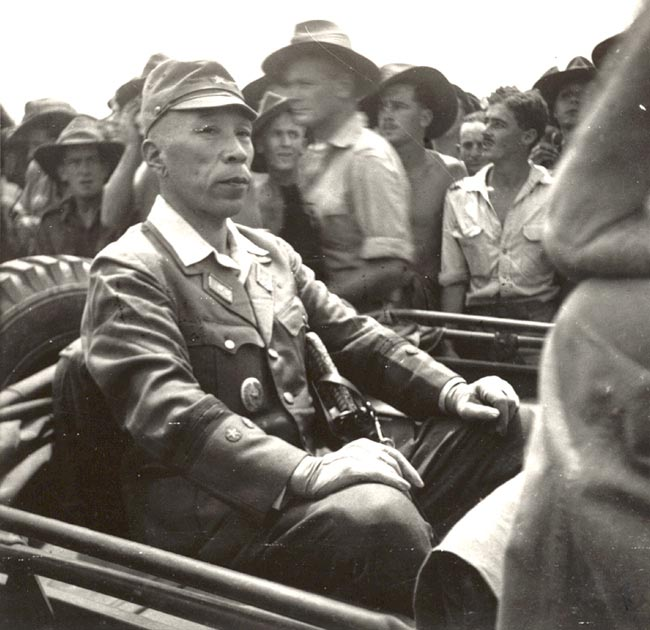
Generał Masao Baba w drodze na ceremonię podpisania kapitulacji wojsk japońskich na Borneo. 10 września 1945

Zbrodnie popełnione podczas „marszów śmierci” z Sandakanu do Ranau były głównym punktem oskarżenia przeciwko generałowi Masao Babie, który od stycznia 1945 roku dowodził japońską 37. Armią. Jego proces toczył się 28 maja – 2 czerwca 1946 roku w Rabaulu. Podobnie jak gen. Tomoyuki Yamashita, Baba został skazany na śmierć na podstawie zasady „odpowiedzialności dowodzenia” – jako naczelny dowódca na obszarze północnego Borneo, który nie dopełnił obowiązku nadzoru nad działaniami podwładnych, którzy dopuszczali się zbrodni. Wyrok wykonano w Rabaulu 7 sierpnia 1947 roku.
Inaczej potoczyły się losy jego poprzednika. Generał Masataka Yamawaki nie został postawiony w stan oskarżenia w związku z „marszami śmierci” i nieludzkim traktowaniem jeńców w Sandkanie. Decyzję tę można uznać za kontrowersyjną, gdyż to za jego rządów znacznie ograniczono jenieckie racje żywnościowe. Co więcej, plan przeniesienia jeńców z Sandakanu na zachodnie wybrzeże Borneo został opracowany w jego sztabie, podczas gen. Baba, który przybył do Kuchingu dopiero 21 stycznia 1945 roku, de facto jedynie wdrożył go w życie. Jedyny zarzut, jaki ostatecznie postawiono Yamawakiemu dotyczył sprawy „incydentu sandakańskiego”. Razem z nim stanął przed sądem wojskowy prokurator kpt. Haruo Watanabe. Obaj zostali uniewinnieni, gdyż australijscy sędziowie nie dopatrzyli się w ich ówczesnych działaniach złamania prawa wojennego.
Pułkownik Tatsuji Suga, zwierzchnik wszystkich obozów jenieckich w północnej części Borneo, dostał się do australijskiej niewoli. Osadzony w obozie jenieckim na wyspie Labuan, popełnił samobójstwo we wrześniu 1945 roku.
8–20 stycznia 1946 roku toczył się proces komendanta obozu, kpt. Susumiego Hoshijimy. Australijski trybunał wojskowy uznał go winnym nieludzkiego traktowania jeńców przetrzymywanych w Sandakanie, w tym ich rozmyślnego głodzenia, pozbawiania opieki medycznej, zmuszania do pracy ponad siły, a także torturowania i maltretowania. Hoshijima został skazany na karę śmierci przez powieszenie. Wyrok wykonano w Rabaulu 6 kwietnia 1946 roku.
Ponadto w sprawach dotyczących mordowania i złego traktowania jeńców z obozu w Sandakanie, w tym podczas „marszów śmierci”, postawiono przed sądem jeszcze 72 Japończyków i Formozańczyków. 63 oskarżonych usłyszało wyroki skazujące, przy czym kilkunastu osądzono dwukrotnie, wydając przy tym odmienne wyroki w odniesieniu do różnych zarzutów. Dziewięciu skazano na karę śmierci i stracono, pozostali usłyszeli wyroki więzienia w wymiarze od dwóch lat do dożywocia. Straceni zostali: kpt. Takuo Takakuwa i jego zastępca por. Genzō Watanabe, kpt. Shōichi Yamamoto, który dowodził pierwszym marszem, por. Kazuo Abe – w czasie pierwszego marszu dowódca grupy nr 9, odpowiedzialnej za likwidację niezdolnych do marszu jeńców, sierż. Naoji Hosotani – funkcjonariusz Kempeitai z Sandakanu, który zamordował dwóch jeńców uczestniczących w trzecim marszu. Stracono ponadto czterech formozańskich strażników. Ośmiu oskarżonych uniewinniono, jeden zmarł przed zakończeniem procesu.
Niektórzy z podejrzanych zdołali zniknąć bez śladu. W gronie tym znaleźli się m.in. znany z brutalności formozański strażnik Kada („szalony Mick”) oraz sierż. Ehara („Buldog”), funkcjonariusz Kempeitai z Sandakanu, który torturował członków cywilnej i obozowej konspiracji. Inni, tacy jak obozowy kwatermistrz Ishikawa, czy por. Moritake, zginęli w czasie wojny lub zmarli w niewoli, zanim zdołano postawić ich przed sądem. Jeszcze inni, tacy jak kpt. Hirawa Nagai, czy kpt. Yōichi Tsutsui (sędzia w procesie uczestników „incydentu” – jedyny, który przeżył wojnę), nie zostali postawieni w stan oskarżenia.
Po zawarciu przez mocarstwa zachodnie traktatu pokojowego z Japonią (1951), zaprzestano poszukiwań japońskich zbrodniarzy wojennych, a tych, którzy odsiadywali wyroki więzienia, zaczęto repatriować do Japonii, gdzie mieli odbyć resztę kary. Do grudnia 1958 roku wszyscy wyszli na wolność na mocy amnestii.
Dominic Koh, którego donos zapoczątkował „incydent sandakański”, został po wojnie skazany na karę 18 miesięcy więzienia.

## Pamięć

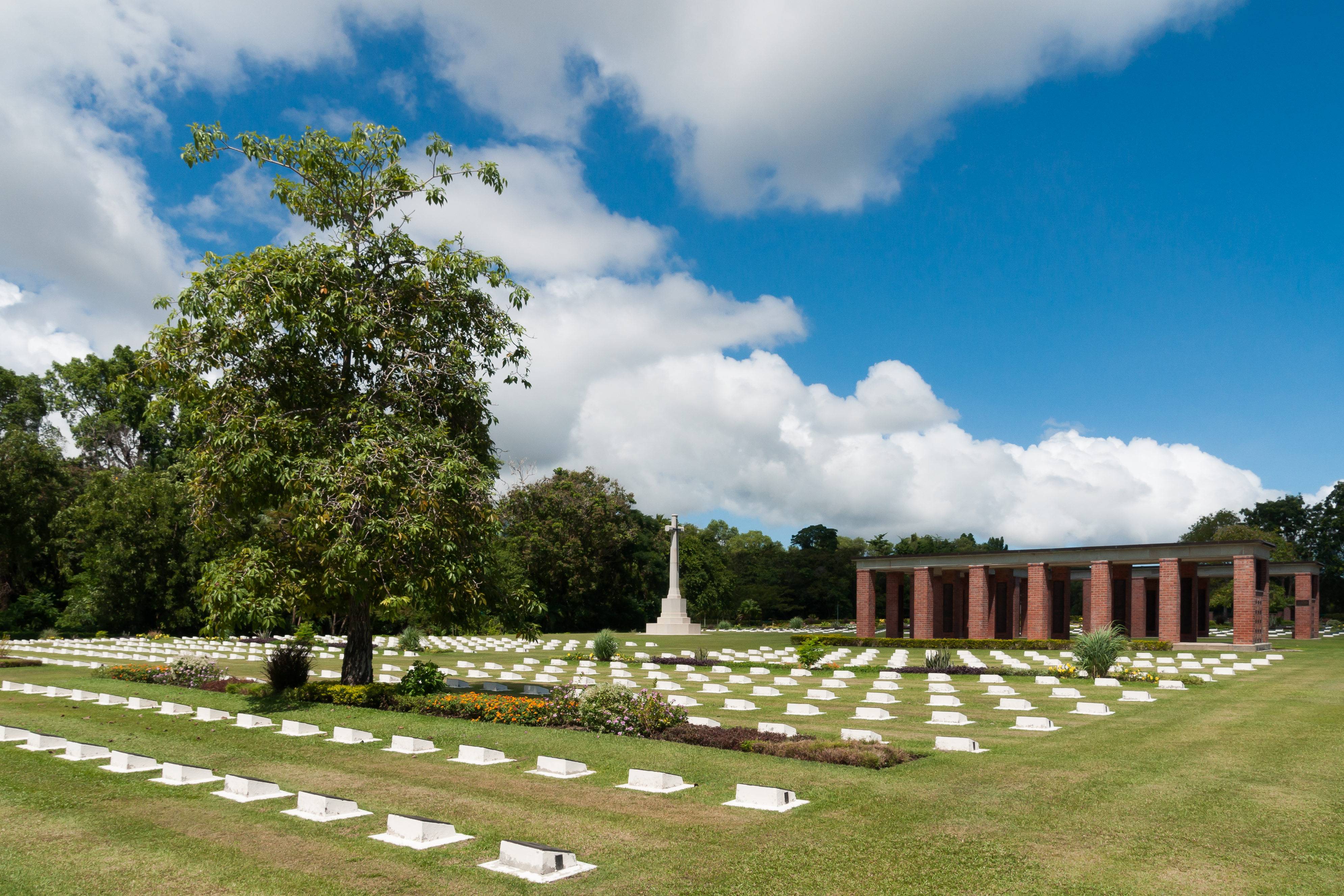
Cmentarz wojenny na wyspie Labuan, na którym spoczywają m.in. szczątki 2163 jeńców z Sandakanu

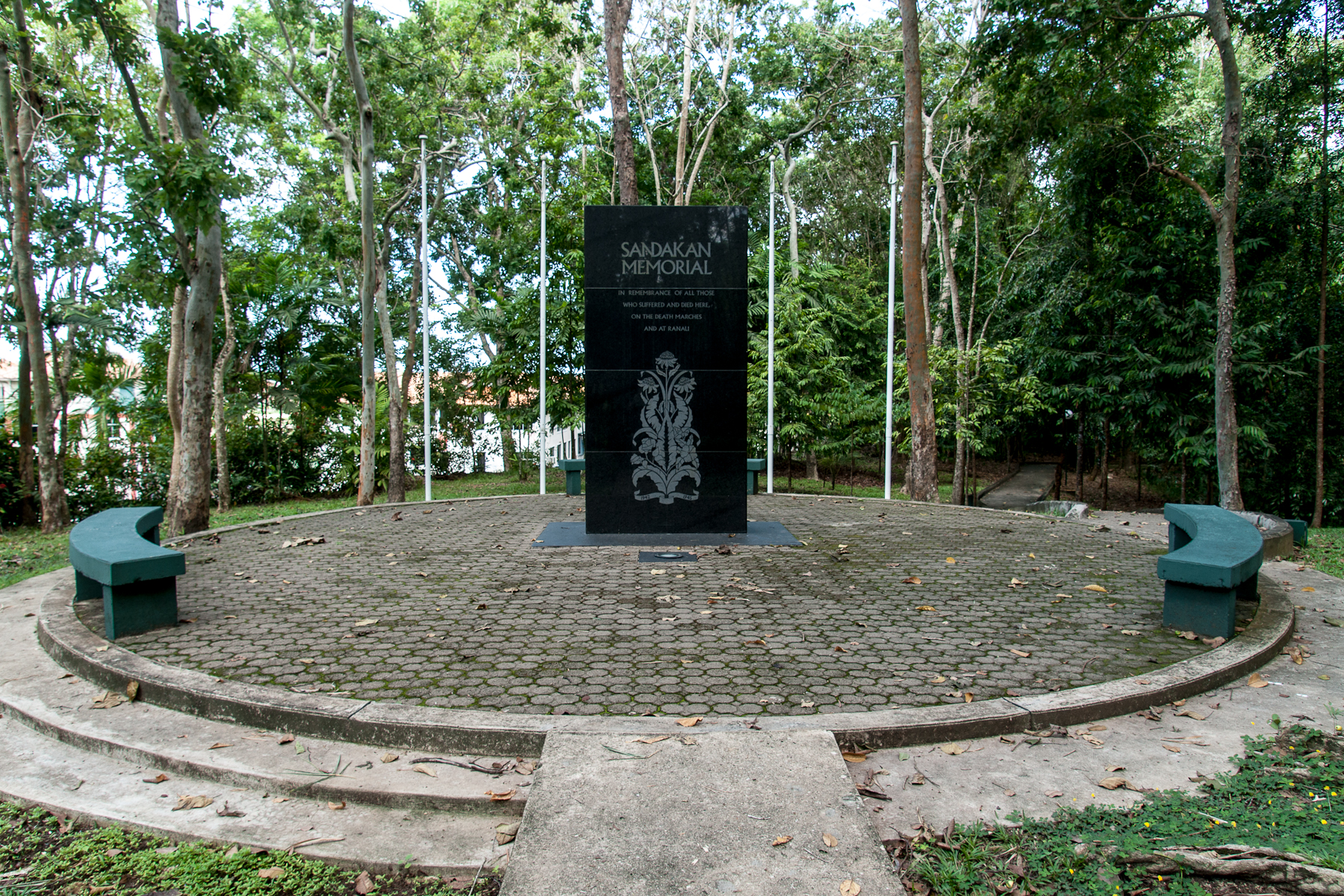
Obelisk na terenie Sandakan Memorial Park

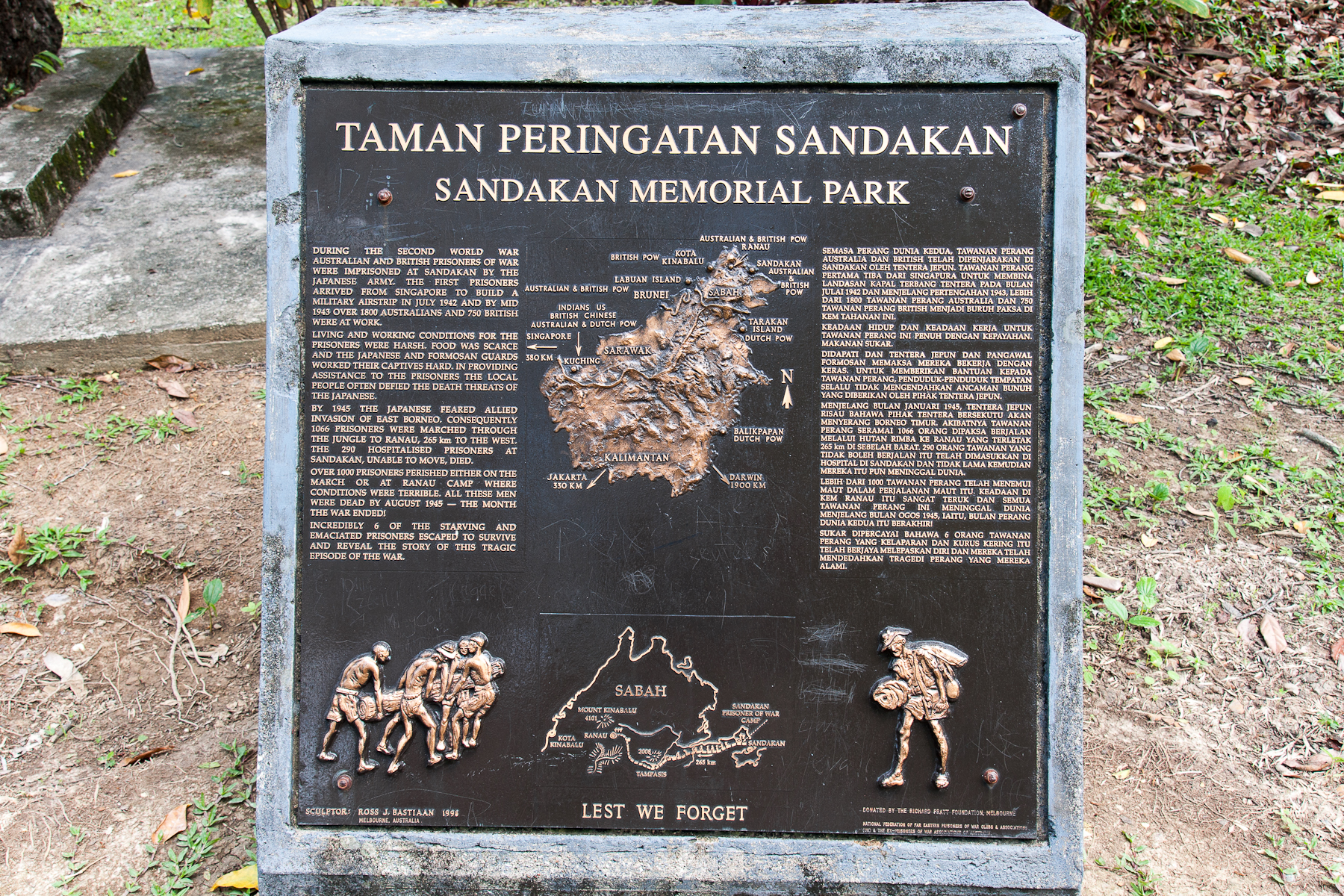
Pamiątkowa tablica dłuta Rossa Bastiaana, Sandakan Memorial Park

Po wojnie udało się odnaleźć szczątki 2163 Australijczyków i Brytyjczyków, którzy zginęli w Sandakanie, wzdłuż szlaku „marszu śmierci” lub w obozach w Ranau. Ofiary pogrzebano na cmentarzu wojennym w Sandakanie, otwartym 30 kwietnia 1947 roku. Wkrótce okazało się jednak, że konserwacja cmentarza, który zbudowano na podmokłym terenie, rodzi szereg trudności. Ostatecznie w 1949 roku wszystkie zwłoki ekshumowano i przeniesiono na cmentarz wojenny na wyspie Labuan. Zdecydowana większość znajdujących się tam grobów pozostaje bezimienna. Udało się oznaczyć miejsce pochówku zaledwie 126 Australijczyków i 179 Brytyjczyków, przy czym 35 grobów zostało oznaczonych dopiero po 1996 roku – na podstawie drobiazgowych badań prowadzonych przez Lynette Silver.
Rząd Australii uhonorował specjalnymi dyplomami 22 mieszkańców Borneo Północnego, którzy z narażeniem życia nieśli pomoc jeńcom wojennym. 58 osobom udzielono gratyfikacji finansowych w różnej formie. W gronie tym znalazły się osoby, które torturowano i uwięziono podczas „incydentu sandakańskiego” lub oraz rodziny tych, których wówczas stracono lub zmarli w więzieniu. Australijski parlamentarzysta Adair Blain, który sam jako jeniec był więziony w Sandakanie i Kuchingu, zaproponował w 1947 roku utworzenie specjalnego funduszu na rzecz borneańskich rodzin represjonowanych przez Japończyków za udzielanie pomocy jeńcom. Propozycja została jednak odrzucona przez rząd Australii.
Losy jeńców więzionych w Sandakanie przez wiele lat pozostawały w Australii częściowo zapomniane. Na skutek polityki informacyjnej australijskiej armii niektóre rodziny ofiar z dużym opóźnieniem otrzymały informacje o śmierci bliskich, a większość przez lata była skazana jedynie na domysły na temat okoliczności, w których zginęli ich krewni i powinowaci. Także australijska prasa, działając z inspiracji kręgów rządowych, bardzo oszczędnie informowała o ujawnionych przypadkach japońskich zbrodni wojennych. Z jeszcze większym opóźnieniem i trudnościami informacje o losie bliskich, którzy zmarli lub zostali zamordowani na Borneo, docierały do rodzin w Wielkiej Brytanii. Postawa australijskich kręgów wojskowych była motywowana obawą, że ujawnienie drastycznych szczegółów zbrodni przyniesie dodatkowe cierpienia rodzinom ofiar, a także – zdaniem Lynette Silver – dążeniem do zatajenia prawdy o błędach, które doprowadziły do fiaska operacji „Kingfisher”.
Dopiero w 1979 roku, po tym jak australijski rząd odtajnił wojenne archiwa, ukazała się pierwsza monografia historyczna poświęcona jeńcom z Sandakanu, tj. From Hell to Eternity autorstwa Petera Firkinsa. Cztery lata później dziennikarz Tim Bowden z australijskiego radia ABC przeprowadził serię wywiadów z byłymi jeńcami, którzy przeżyli pobyt w Sandakanie. W kolejnych latach ukazały się kolejne książki poświęcone losom jeńców z Sandakanu, autorstwa historyków i śledczych: Athola Moffitta, Lynette Silver, Kevina Smitha, Dona Walla i Paula Hama.
Obóz jeniecki w Sandakanie został niemal całkowicie zniszczony przez Japończyków w ostatnich dniach wojny. Początkowo upamiętniono go niewielkim pomnikiem w formie stosu kamieni, który odsłonięto w 1986 roku. 29 października 1991 roku został natomiast otwarty Sandakan Memorial Park. W jego obrębie znalazły się: dawna kotłownia, zbiornik na wodę pitną, część terenu obozu nr 1. W pobliżu wejścia umieszczono kamień wulkaniczny, wydobyty z miejsca, którym przebiegał szlak „marszu śmierci”. W 1999 roku park uzupełniono o kolejne upamiętnienie, wykonaną z brązu tablicę autorstwa Rossa Bastiaana. W drugiej połowie lat 90. Sandakan Memorial Park uległ przebudowie i modernizacji, zmodyfikowano również jego granice. W pobliżu miejsca, gdzie stało niegdyś „Wielkie drzewo”, wzniesiono granitowy obelisk. Ponowne otwarcie miejsca pamięci nastąpiło w marcu 1999 roku.
Od 2003 roku na terenie parku organizowane są uroczystości rocznicowe. Początkowo odbywały się w maju, później zaczęto je organizować 15 sierpnia – w rocznicę kapitulacji Japonii, a zarazem w rocznicę śmierci ostatniego jeńca w Sandakanie.
Na terenie stanu Sabah (dawne Borneo Północne) upamiętniono także ofiary „marszów śmierci”. Taką rolę pełnią Pomnik Wojenny i Ogrody Pamięci (War Memorial and Gardens) w Kundasang, niewielki pomnik w Ranau, odsłonięty w pobliżu miejsca, w którym znajdował się pierwszy tamtejszy obóz, a także Last Camp Memorial – miejsce pamięci, które upamiętnia leśny obóz nr 2 w Ranau. Pomniki i tablice upamiętniające jeńców Sandakanu znajdują się również w Australii i Wielkiej Brytanii.
W 2005 roku z inicjatywy australijskiego środowiska biznesowego utworzono Sandakan Memorial Scholarship Scheme. Fundusz ten udziela stypendiów utalentowanym uczniom z ubogich rodzin, które zamieszkują na obszarach wiejskich stanu Sabah. Stanowi wyraz wdzięczności za pomoc, którą przedstawiciele ludów Kadazan i Dusun nieśli z narażeniem życia australijskim jeńcom wojennym.
W 2005 roku, z inicjatywy towarzystwa historycznego Sabah Society, po raz pierwszy zorganizowano dziesięciodniowy marsz pamięci z Sandakanu do Ranau.
W latach 2005 i 2008 specjalne pamiątkowe witraże (the Windows of Remembrance, the Friendship Windows) zostały umieszczone w oknach kościoła St Michael and All Angels w Sandakanie, który w czasie wojny służył jako punkt postojowy dla alianckich żołnierzy, którzy zmierzali z portu do obozu jenieckiego. Upamiętniają zarówno zmarłych i zamordowanych jeńców, jak i mieszkańców Borneo, którzy nieśli im pomoc.
Sandakańskie marsze śmierci zostały przedstawione w oratorium Sandakan Threnody z 2004 roku, hymnie żałobnym skomponowanym ku pamięci poległych, napisanym przez australijskiego kompozytora Jonathana Millsa, którego ojciec przeżył pobyt w Sandakanie.